# Luis Suárez (ur. 1987)
Luis Alberto Suárez Díaz (wym. [ˈlwiz 'swares]; ur. 24 stycznia 1987 w Salto) – urugwajski piłkarz, występujący na pozycji napastnika w reprezentacji Urugwaju w latach 2007-2024 oraz w amerykańskim klubie Inter Miami. Zaliczany do najlepszych napastników w historii piłki nożnej.
Karierę seniorską rozpoczął w 2005 od występów dla Nacionalu. Później przeniósł się do holenderskiego zespołu FC Groningen, skąd w 2007 został sprowadzony przez AFC Ajax. Po zdobyciu mistrzostwa Holandii i tytułu króla strzelców Eredivisie został graczem angielskiego zespołu Liverpool. W sezonie 2013/2014 strzelił 31 goli i został laureatem Europejskiego Złotego Buta. Po tym sezonie trafił do FC Barcelony, z którą trzykrotnie zdobywał Primera División, a w sezonie 2014/2015 triumfował w rozgrywkach Ligi Mistrzów UEFA. W sezonie 2015/2016 po raz drugi zdobył nagrodę Europejskiego Złotego Buta, strzelając 40 bramek. W 2020 został zawodnikiem Atlético Madryt, z którym wywalczył w pierwszym sezonie mistrzostwo Hiszpanii. Po dwóch latach powrócił do Nacionalu, z którego odszedł jeszcze w tym samym roku. W 2023 był zawodnikiem Grêmio. Pod koniec tego roku został ogłoszony zawodnikiem Interu Miami.
Od 2007 do 2024 występował w reprezentacji Urugwaju w piłce nożnej. Z 69 golami jest jej najskuteczniejszym strzelcem. Złoty medalista i najlepszy zawodnik Copa América 2011, brązowy medalista Copa América 2024, uczestnik Mistrzostw Świata 2010, 2014, 2018, 2022, Igrzysk Olimpijskich 2012, Pucharu Konfederacji 2013, Copa América 2016, 2019 i 2021.

## Dzieciństwo
Luis Suárez urodził 24 stycznia 1987 w Salto, jako dziecko Rodolfo Suáreza i Sandry Diaz. Jest czwartym z siedmiorga dzieci. Mając pięć lat zaczął grać dla Artigas Salto. W wieku siedmiu lat przeprowadził się z całą rodziną do Montevideo, gdzie jego rodzice udali się za pracą, a on trafił do klubu Urreta. Niedługo później Sandra i Rodolfo się rozwiedli, a Luis zaczął sprawiać problemy wychowawcze. W 2000 trafił do Nacionalu.

## Kariera klubowa

### Nacional
Zawodową karierę piłkarską rozpoczynał w urugwajskim klubie Club Nacional de Football, w którym zadebiutował 3 maja 2005 w meczu Copa Libertadores przeciwko Junior FC. Pierwszą bramkę dla klubu strzelił 10 września 2005 w wygranym 5:0 meczu Primera División Uruguaya z Paysandú FC. Łącznie w sezonie 2005/2006 rozegrał 34 mecze, w których zdobył 12 goli, a wraz z zespołem zdobył mistrzostwo Urugwaju.

### FC Groningen
W 2006 przeniósł się do FC Groningen za kwotę 800 tys. euro. 20 sierpnia, rozgrywając mecz Eredivisie z Feyenoordem (3:0), zadebiutował w holenderskim klubie. 14 września strzelił bramkę w debiucie w europejskich pucharach, a jego zespół przegrał 4:2 z FK Partizan. Pierwsze ligowe trafienia zanotował 1 października w meczu z SBV Vitesse (4:3), zdobywając łącznie dwa gole i wywalczając rzut karny. Rozgrywki ligowe zakończył z 29 występami, w których strzelił 10 bramek. Łącznie zdobył 15 bramek, rozgrywając 37 spotkań.

### AFC Ajax
Dzięki swojej grze wzbudził zainteresowanie klubu AFC Ajax, który ostatecznie sprowadził go 9 sierpnia 2007 za 7,5 miliona euro. Suárez po raz pierwszy w barwach Ajaksu zagrał w eliminacjach Ligi Mistrzów UEFA ze Slavią Praga. Ligowy debiut w nowym klubie zaliczył natomiast w wygranym pojedynku przeciwko De Graafschap (8:1), w którym zdobył jedną bramkę i zaliczył trzy asysty. 20 września 2009 Suárez zdobył 4 bramki w zwycięskim meczu ligowym z VVV Venlo (4:0). 20 listopada 2010 podczas meczu z PSV Eindhoven ugryzł piłkarza rywala, Otmana Bakkala w okolice obojczyka, za co został zawieszony przez klub na dwa spotkania ligi holenderskiej.

### Liverpool

#### Transfer
31 stycznia 2011 przeniósł się za 26,5 mln euro do Liverpoolu, stając się tym samym pierwszym Urugwajczykiem przywdziewającym trykot Liverpoolu oraz drugim najdroższym zawodnikiem tego klubu, zaraz po Andym Carrollu. Z angielskim klubem podpisał kontrakt ważny do 2016.

#### Sezon 2010/2011
2 lutego 2011, w swoim debiucie w drużynie „The Reds”, zdobył bramkę, która przypieczętowała zwycięstwo Liverpoolu nad Stoke City (2:0). Znajdował się wówczas na boisku 16 minut. Został okrzyknięty graczem meczu po wygranym spotkaniu z Manchesterem United (3:1), w którym zaliczył asystę przy trafieniu Dirka Kuijta. Następnie zdobył gola w meczu z Sunderlandem. 9 maja 2011, Liverpool wygrał na wyjeździe z Fulham (5:2), a Suárez strzelił gola w 75. minucie spotkania.
Sezon 2010/2011 zakończył z 13 występami, w których zdobył 4 bramki i zaliczył 5 asyst.

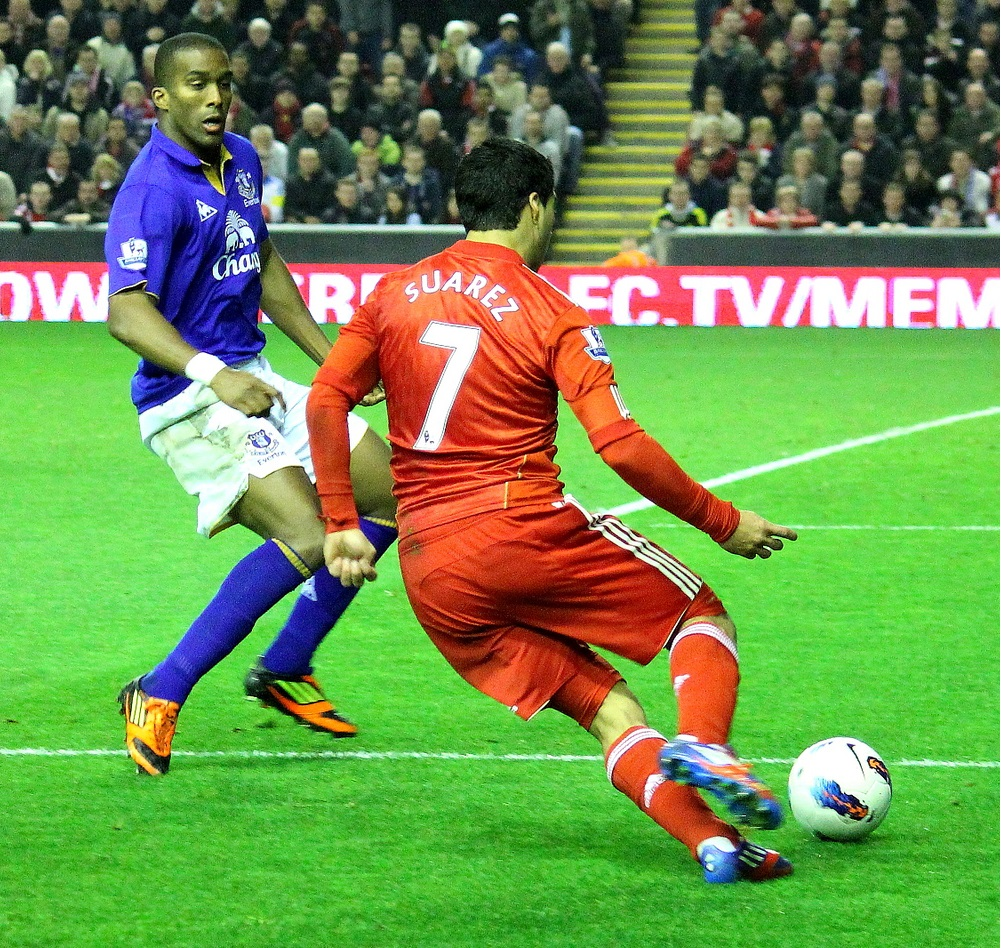
Luis Suárez (2012)

#### Sezon 2011/2012
13 sierpnia 2011 rozegrał pierwszy mecz sezonu 2011/2012, występując w spotkaniu z Sunderlandem (1:1) i jednocześnie strzelając swoją pierwszą bramkę w sezonie. W październiku, po meczu z Manchesterem United Suárez został oskarżony przez Patrica Evrę o rasizm. Angielska federacja The Football Association wszczęła dochodzenie w tej sprawie. Luis Suárez został ukarany decyzją FA 20 grudnia zawieszeniem na 8 meczów i grzywną w wysokości 40 tysięcy funtów. 28 kwietnia w wygranym 3:0 meczu z Norwich City zanotował pierwszego hat-tricka w Premier League.
W sezonie 2011/2012 zdobył z drużyną Puchar Ligi Angielskiej, pokonując w finale Cardiff City 3:2 w konkursie rzutów karnych. Łącznie wystąpił w 39 meczach, w których strzelił 17 bramek i zanotował 9 asyst. Jego dorobek ligowy wyniósł 11 goli i 6 asyst w 31 spotkaniach.

#### Sezon 2012/2013

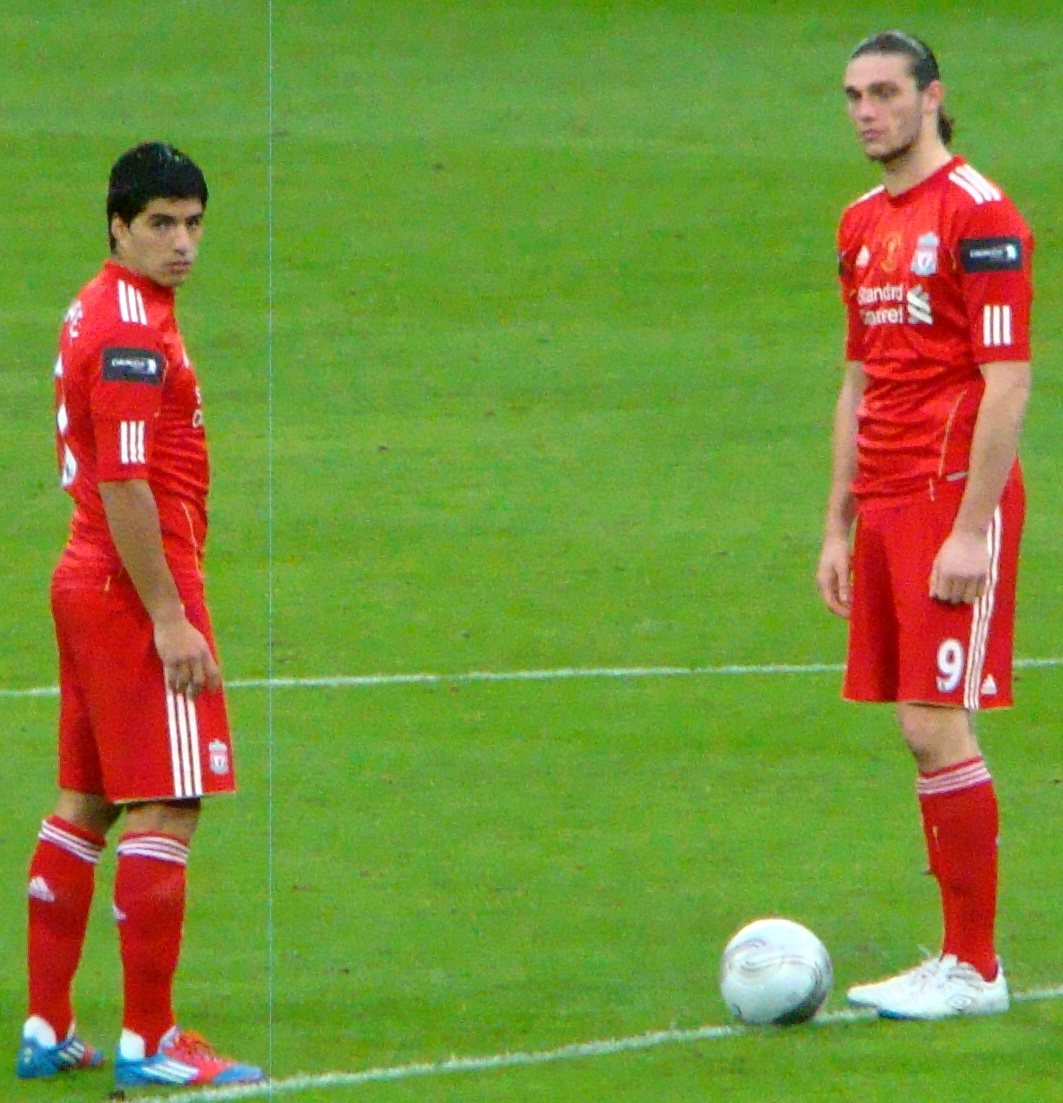
Luis Suárez i Andy Caroll (2012)

7 sierpnia 2012 podpisał nowy kontrakt z Liverpoolem. 18 sierpnia rozegrał pierwszy mecz sezonu 2012/2013, w którym Liverpool przegrał 3:0 z West Bromwich Albion. Pierwszą bramkę strzelił tydzień później, w zremisowanym 2:2 meczu z Manchesterem City. 30 sierpnia zdobył debiutancką bramkę dla Liverpoolu w pierwszym występie w europejskich rozgrywkach, przeciwko Heart of Midlothian (1:1). 29 września skompletował hat-tricka w wygranym 5:2 meczu Premier League przeciwko Norwich City.
6 stycznia 2013 strzelił gola po zagraniu ręką w rozgrywkach Pucharu Anglii przeciwko Mansfield Town (2:1). 27 stycznia podczas meczu z Oldham Athletic wystąpił po raz pierwszy z opaską kapitańską, a Liverpool odpadł z Pucharu Anglii, przegrywając 3:2. 2 marca zanotował trzy trafienia w meczu z Wigan Athletic (4:0). Trzykrotnie trafiając w spotkaniu, został trzecim piłkarzem Liverpoolu w historii Premier League, który zdobył 20 goli podczas pojedynczego sezonu. 10 marca, trafiając w meczu 29. kolejki Premier League przeciwko Tottenhamowi Hotspur, zanotował swoje 50. trafienie we wszystkich rozgrywkach dla „The Reds”. 21 kwietnia w meczu z Chelsea ugryzł Branislava Ivanovicia, za co został ponownie zawieszony na dziesięć spotkań ligi angielskiej.

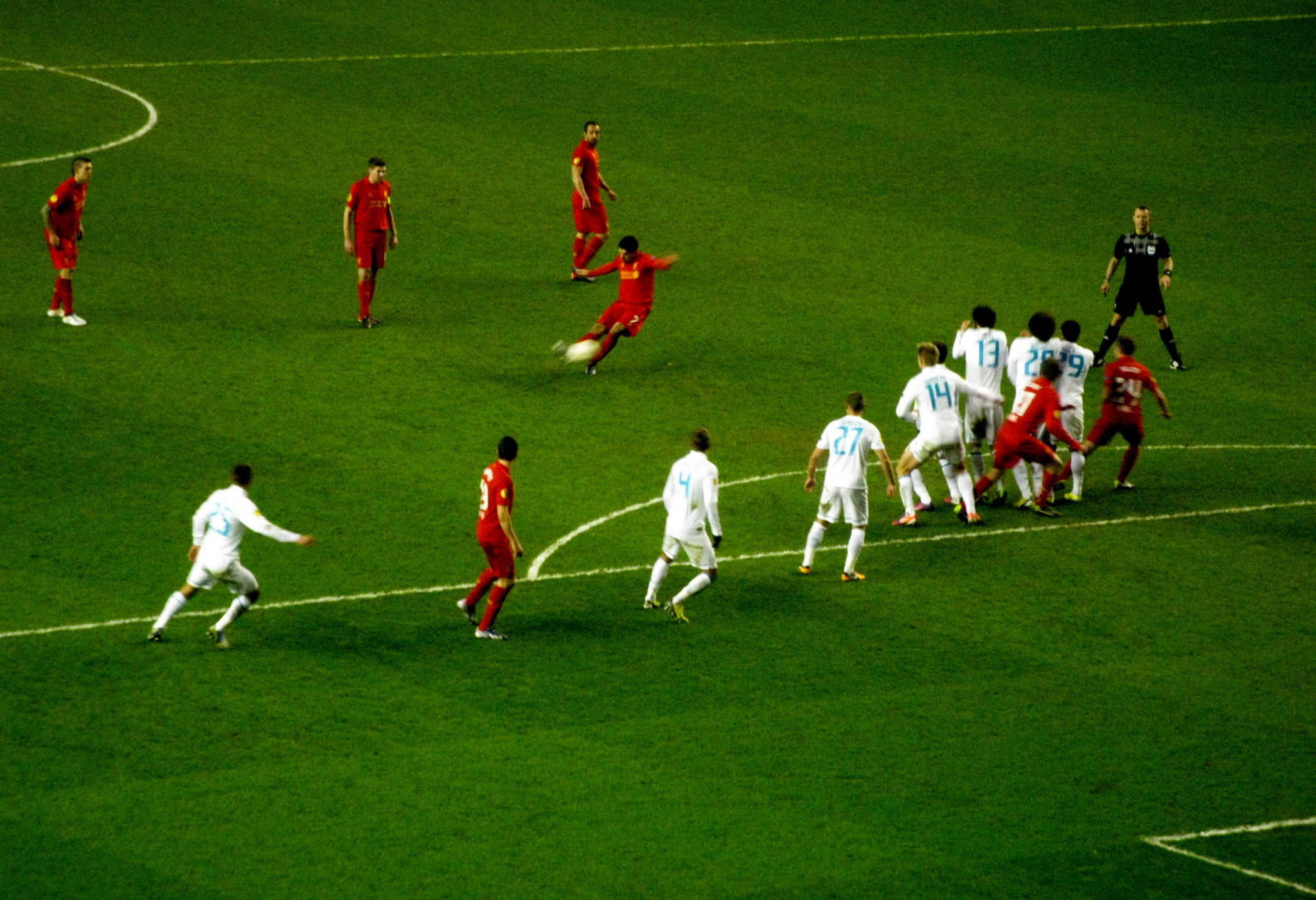
Suárez wykonujący rzut wolny w meczu z Zenitem Petersburg (2013)

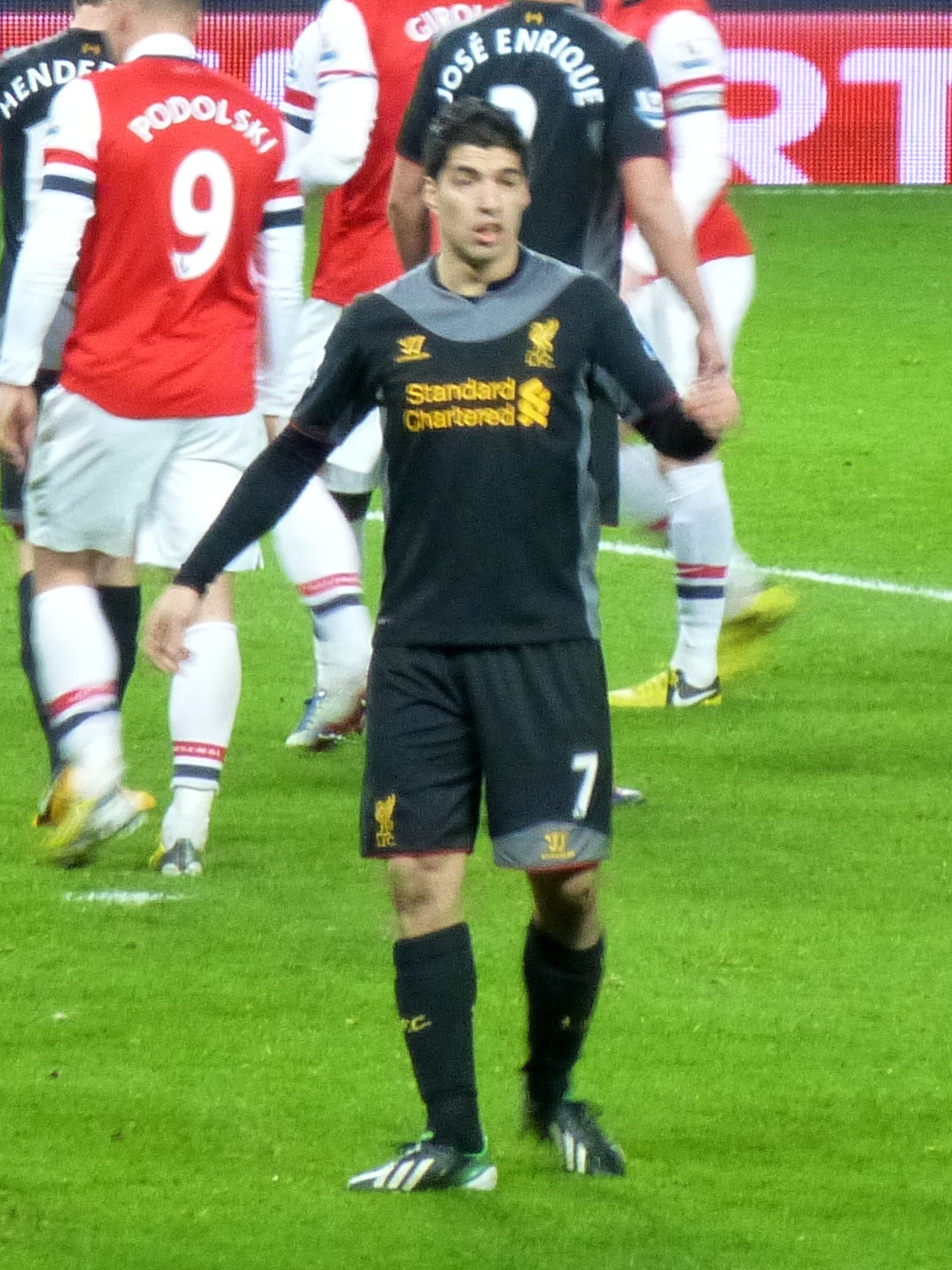
Suárez podczas meczu z Arsenalem (2013)

31 maja zapowiedział, że chce odejść z Liverpoolu, z powodu niezakwalifikowania się klubu do Ligi Mistrzów UEFA. 6 sierpnia, po tym jak klub odrzucił ofertę Arsenalu za Suáreza w wysokości 40 milionów funtów, ponowił swoją prośbę. Dzień później trener Liverpoolu Brendan Rodgers stwierdził, że zawodnik pokazał klubowi brak szacunku i odsunął go od treningów z pierwszym zespołem. 8 sierpnia właściciel Liverpoolu John W. Henry zapowiedział, że Suárez nie opuści The Reds.
Suárez w sezonie 2012/2013 zdobył 30 bramek oraz zanotował 13 asyst w 44 meczach. Jego dorobek bramkowy w lidze angielskiej zatrzymał się na 23 golach – w klasyfikacji strzelców ustąpił tylko zdobywcy 26 goli, Robinowi van Persie’mu. Został wybrany piłkarzem sezonu w Liverpoolu, a także został uwzględniony w drużynie roku PFA.

#### Sezon 2013/2014

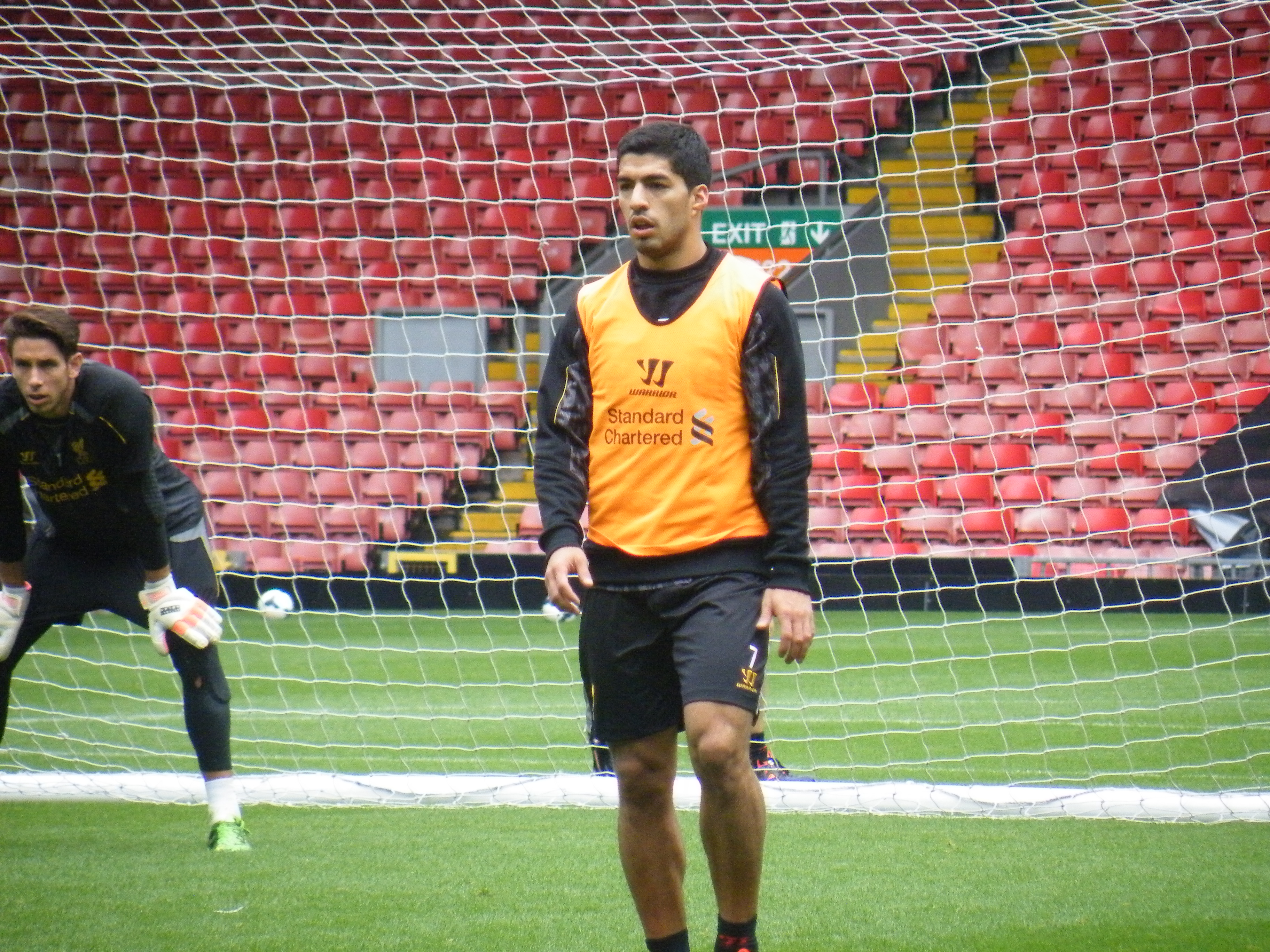
Suárez podczas treningu (2013)

16 sierpnia 2013, po przeproszeniu klubu, wznowił treningi z pierwszym składem. 25 września zanotował swój pierwszy występ w sezonie 2013/2014, rozgrywając mecz Pucharu Ligi Angielskiej z Manchesterem United (0:1). 5 października rozegrał pierwszy mecz Premier League z Crystal Palace (3:1), strzelając dwie bramki. 26 października skompletował hat tricka w wygranym 4:1 spotkaniu z West Bromwich Albion. 4 grudnia w wygranym 5:1 meczu z Norwich City strzelił 4 gole i zanotował asystę. Został tym samym pierwszym piłkarzem w historii Premeir League, który trzykrotnie notował hat-tricka przeciwko temu samemu klubowi. 15 grudnia, wystąpił po raz pierwszy w lidze z opaską kapitańską i zanotował dublet goli oraz asyst w wygranym 5:0 meczu z Tottenham Hotspur. W grudniu wystąpił w 7 meczach, w których zanotował 10 trafień, stając się pierwszym zawodnikiem w historii Premier League, który w jednym miesiącu zapisał na swoim koncie aż 10 bramek.

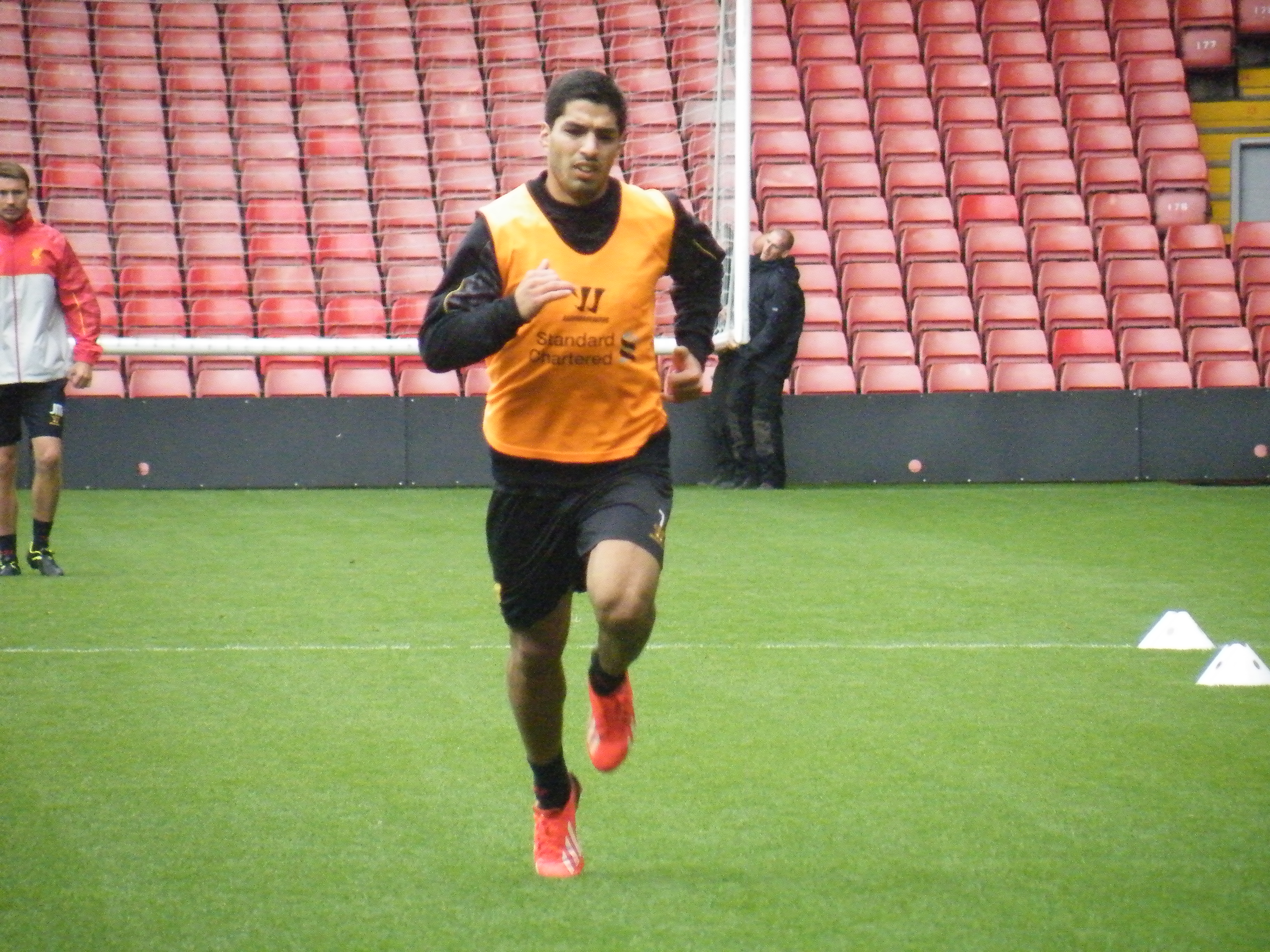
Suárez (2013)

10 stycznia 2014 nagrodzono go tytułem najlepszego piłkarza miesiąca w grudniu. 1 marca strzelił gola w 100. meczu w Premier League przeciwko Southampton (3:0). W meczu 30. kolejki ligi angielskiej przeciwko Manchesterowi United (3:0) strzelił 25. bramkę w sezonie ligowym. 22 marca zanotował hat-tricka w wygranym 6:3 spotkaniu z Cardiff City. 20 kwietnia strzelając dwa gole w wygranym 3:2 meczu z Norwich City, został pierwszym piłkarzem w historii klubu, który strzelił 30 goli w sezonie Premier League. Został także siódmym piłkarzem, po Andym Colu, Alanie Shearerze, Kevinie Phillipsie, Thierrym Henrym, Cristianie Ronaldzie i Robinie van Persiem, który zanotował 30 trafień w sezonie Premier League.
Za swoje osiągnięcia w sezonie 2013/2014 został nagrodzony tytułem Piłkarza roku w Anglii według Professional Footballers’ Association, zostając pierwszym piłkarzem spoza Europy w historii z tym wyróżnieniem. Został wybrany także piłkarzem sezonu 2013/2014 Premier League. W sezonie wystąpił w 37 meczach, zdobywając w nich 31 goli i notując 19 asyst. W lidze zdobył 31 goli, zostając po raz pierwszy królem strzelców rozgrywek. Wraz z Cristiano Ronaldo został laureatem Europejskiego Złotego Buta.

### FC Barcelona

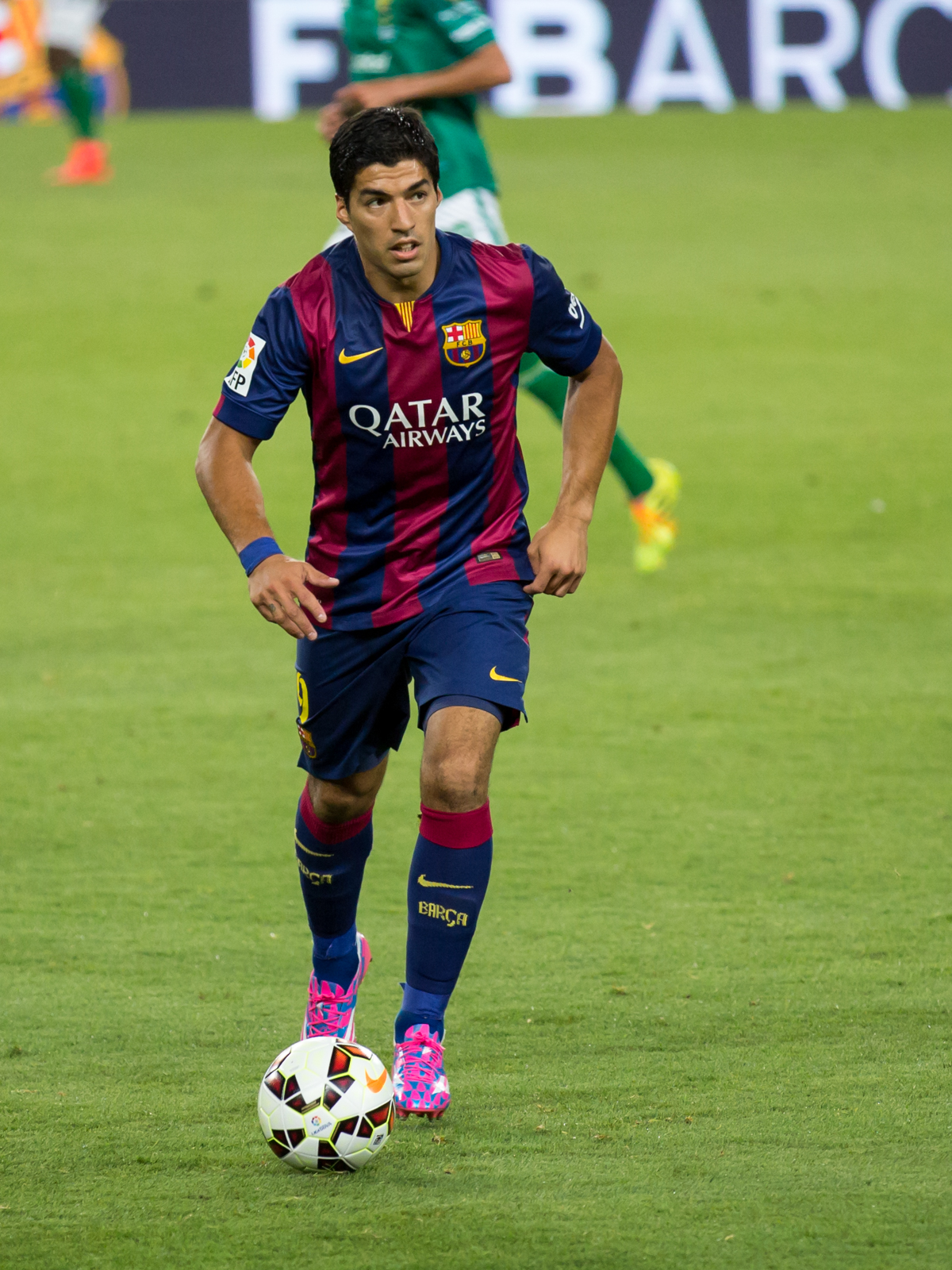
Suárez w barwach FC Barcelony (2014)

#### Transfer
11 lipca 2014 kluby FC Barcelona i Liverpool doszły do porozumienia w sprawie 5-letniego kontraktu dla Suáreza. Barcelona potwierdziła, że zawodnik będzie występował z numerem 9 w koszulce meczowej. Z powodu dyskwalifikacji nałożonej przez FIFA był wykluczony przez 4 miesiące w rozgrywkach klubowych. Sportowy Sąd Arbitrażowy częściowo uchylił karę i Suárez mógł wystąpić w meczach towarzyskich klubu. 18 sierpnia zadebiutował w meczu o Puchar Gampera z meksykańskim Club León (6:0).

#### Sezon 2014/2015
25 października 2014 w meczu z Realem Madryt zadebiutował w Primera División. Spotkanie zakończyło się porażką 1:3, a Suárez zaliczył asystę przy bramce Neymara. Pierwszego gola dla Dumy Katalonii strzelił 26 listopada w meczu fazy grupowej Ligi Mistrzów UEFA przeciwko cypryjskiemu klubowi APOEL FC. 20 grudnia w meczu 16. kolejki La Ligi przeciwko Córdobie, strzelił swoją pierwszą bramkę w lidze.
24 lutego 2015 strzelił dwa gole w wygranym 2:1 spotkaniu 1/8 finału Ligi Mistrzów UEFA z Manchesterem City. 22 marca w starciu El Clásico strzelił bramkę, która zapewniła Barcelonie zwycięstwo 2:1. 2 maja zanotował pierwszego hat-tricka w barwach katalońskiego klubu, notując trzy trafienie w wygranym 8:0 meczu przeciwko Córdobie. 6 czerwca wystąpił w wygranym 3:1 meczu finału Ligi Mistrzów UEFA z Juventusem, w którym strzelił bramkę na 2:1.
W pierwszym sezonie zdobył potrójną koronę, wygrywając z „Dumą Katalonii” mistrzostwo Hiszpanii, Puchar Króla i Ligę Mistrzów UEFA. Łącznie wystąpił w 43 meczach, strzelając w nich 25 goli i notując 23 asysty.

#### Sezon 2015/2016

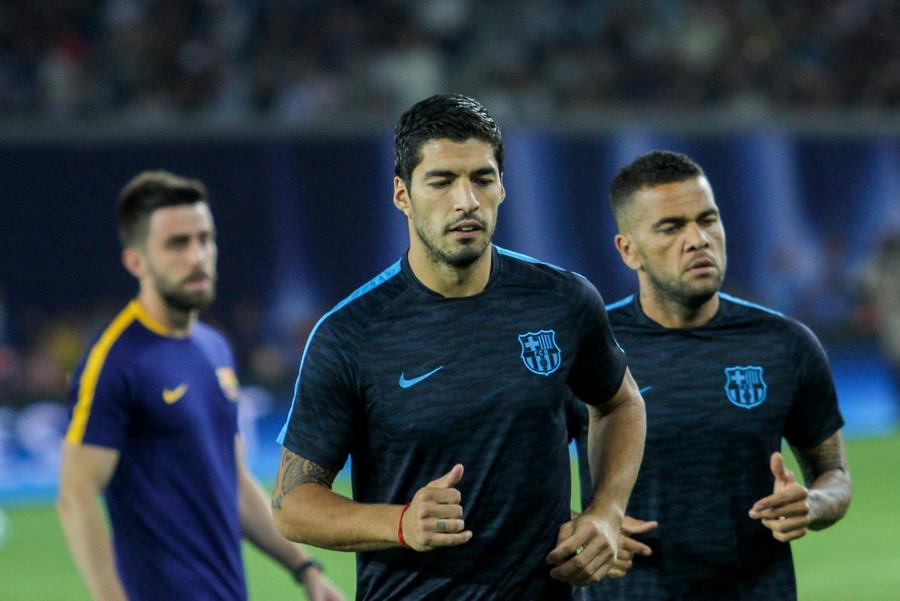
Luis Suárez i Dani Alves przed meczem Superpucharu Europy (2015)

Sezon rozpoczął od strzelenia gola i zanotowania asysty w wygranym 5:4 meczu o Superpuchar Europy UEFA z Sevillą FC. W pierwszym ligowym spotkaniu, rozegranym 23 sierpnia przeciwko Athletic Bilbao, zdobył jedyną bramkę. 25 października strzelił 3 gole zespołowi SD Eibar (3:1). Gol strzelony w 10. kolejce La Liga przeciwko Getafe CF był jego 300. w karierze seniorskiej. 21 listopada w meczu z Realem Madryt zanotował dublet, a jego drużyna pokonała rywali 4:0. 17 grudnia skompletował hat-tricka, trzykrotnie pokonując bramkarza Guangzhou Evergrande w wygranym 3:0 meczu półfinału Klubowych mistrzostwach świata 2015. 20 grudnia strzelił dwa gole i z wynikiem 3:0 triumfował w Klubowych mistrzostwach świata 2015, pokonując w finale River Plate (3:0). Z 5 golami został królem strzelców, a także zdobył Złotą Piłkę dla najlepszego zawodnika turnieju.
17 stycznia 2016 w meczu 20. kolejki ligi hiszpańskiej z Athletic Bilbao (6:0) strzelił 3 bramki i zanotował 2 asysty. 3 lutego strzelił cztery bramki przeciwko Valencii w rozgrywkach Pucharu Króla. W ligowym starciu z Celtą Vigo strzelił 3 bramki i zanotował 2 asysty, a jego zespół wygrał 6:1. 5 kwietnia strzelił dwa gole w wygranym 2:1 ćwierćfinale Ligi Mistrzów UEFA z Atlético Madryt (2:1). 20 kwietnia 2016 w wygranym 8:0 meczu 34. kolejki Primera División z Deportivo La Coruña, Suárez strzelił 4 gole oraz zaliczył 3 asysty, dzięki zdobyciu tych bramek, awansował z 30 golami na 2. miejsce w klasyfikacji strzelców ligi hiszpańskiej, tuż za Cristiano Ronaldo (31 goli), a także został liderem Primera División w klasyfikacji kanadyjskiej z 43. punktami (30 goli + 13 asyst). W kolejnym ligowym starciu ze Sporting Gijón ponownie zanotował cztery trafienia, tym samym zostając pierwszym piłkarzem w historii Primera División, który w dwóch meczach z rzędu strzelał cztery gole. 14 maja zanotował ósmego hat-tricka w sezonie, trzykrotnie trafiając w ostatniej kolejce sezonu przeciwko Granadzie (3:0).
W sezonie wystąpił w 53 meczach, zdobywając w nich 59 goli i notując 24 asysty. Wraz z Barceloną zdobył mistrzostwo Hiszpanii. Sięgnął także po Klubowe mistrzostwo świata, Superpuchar Europy UEFA i Puchar Króla. Z 40 golami Suárez został drugi raz laureatem nagrody Europejskiego Złotego Buta.

#### Sezon 2016/2017
FC Barcelona rozpoczęła sezon od triumfu w dwumeczu Superpucharu Hiszpanii z Sevillą, w którym Suárez strzelił gola, a jego zespół wygrał 5:0 (2:0 w pierwszym spotkaniu i 3:0 w meczu rewanżowym). 20 sierpnia 2016 w pierwszym meczu Primera División przeciwko Real Betis (6:2) skompletował hat-tricka. Występując w ligowym meczu przeciwko Deportivo Alavés, zanotował 100. spotkanie w barwach Barcelony. 13 września zanotował dublet w meczu fazy grupowej Ligi Mistrzów UEFA z Celticem (7:0). 3 grudnia meczu El Clásico strzelił gola, a spotkanie zakończyło się remisem 1:1. 12 grudnia zajął 4. miejsce w plebiscycie Złotej Piłki, zdobywając 91 punktów.
11 stycznia 2017 w wygranym 3:1 meczu 1/8 finału Pucharu Króla z Athletic Bilbao, zdobył swojego 100. gola w 120 spotkaniach w barwach Barcelony, stając się trzecim najszybszym zawodnikiem w historii, który strzelił 100 goli. 11 lutego zanotował dublet goli i asyst przeciwko Deportivo Alavés (6:0). 8 marca strzelił gola i wywalczył rzut karny, który został wykorzystany przez Neymara w wygranym 6:1 meczu rewanżowym 1/8 finału Ligi Mistrzów UEFA z Paris Saint-Germain. Barcelona, po porażce 4:0 w pierwszym meczu, awansowała do ćwierćfinału rozgrywek z wynikiem 6:5.
Łącznie w sezonie strzelił 37 goli i zanotował 20 asyst w 51 meczach. Z klubem zdobył Puchar Króla oraz Superpuchar Hiszpanii.

#### Sezon 2017/2018
13 sierpnia 2017 wystąpił w przegranym 3:1 pierwszym meczu Superpucharu Hiszpanii z Realem Madryt, w którym strzelił jedynego gola dla swojego zespołu. W Primera División pierwszy mecz rozegrał dopiero 9 września przeciwko RCD Espanyol (5:0), w którym strzelił gola. 23 grudnia w meczu 17. kolejki ligi hiszpańskiej z Realem Madryt (3:0) zdobył gola, który był jego 400. w karierze seniorskiej.
21 stycznia 2018 zanotował dublet bramek oraz asyst w ligowym starciu przeciwko Real Betis (5:0). 24 lutego skompletował hat-tricka w wygranym 6:1 spotkaniu z Gironą. 4 kwietnia w starciu z AS Romą (4:1) strzelił swoją jedyną bramkę w sezonie w rozgrywkach Ligi Mistrzów UEFA. W meczu finału Pucharu Króla z Sevillą strzelił dwie bramki, a Barcelona zwyciężyła 5:0. 29 kwietnia zanotował trzy asysty przeciwko Deportivo La Coruña (4:2), które trzykrotnie wykorzystał Lionel Messi. Zanotował dublet i zaliczył asystę w przegranym 5:4 meczu La Ligi z Levante, które zakończyło passę 43 ligowych meczów FC Barcelony bez porażki.
Łącznie w sezonie zdobył 31 bramek i 20 asyst, rozgrywając 51 meczów. Z klubem triumfował w lidze oraz w rozgrywkach krajowego pucharu.

#### Sezon 2018/2019

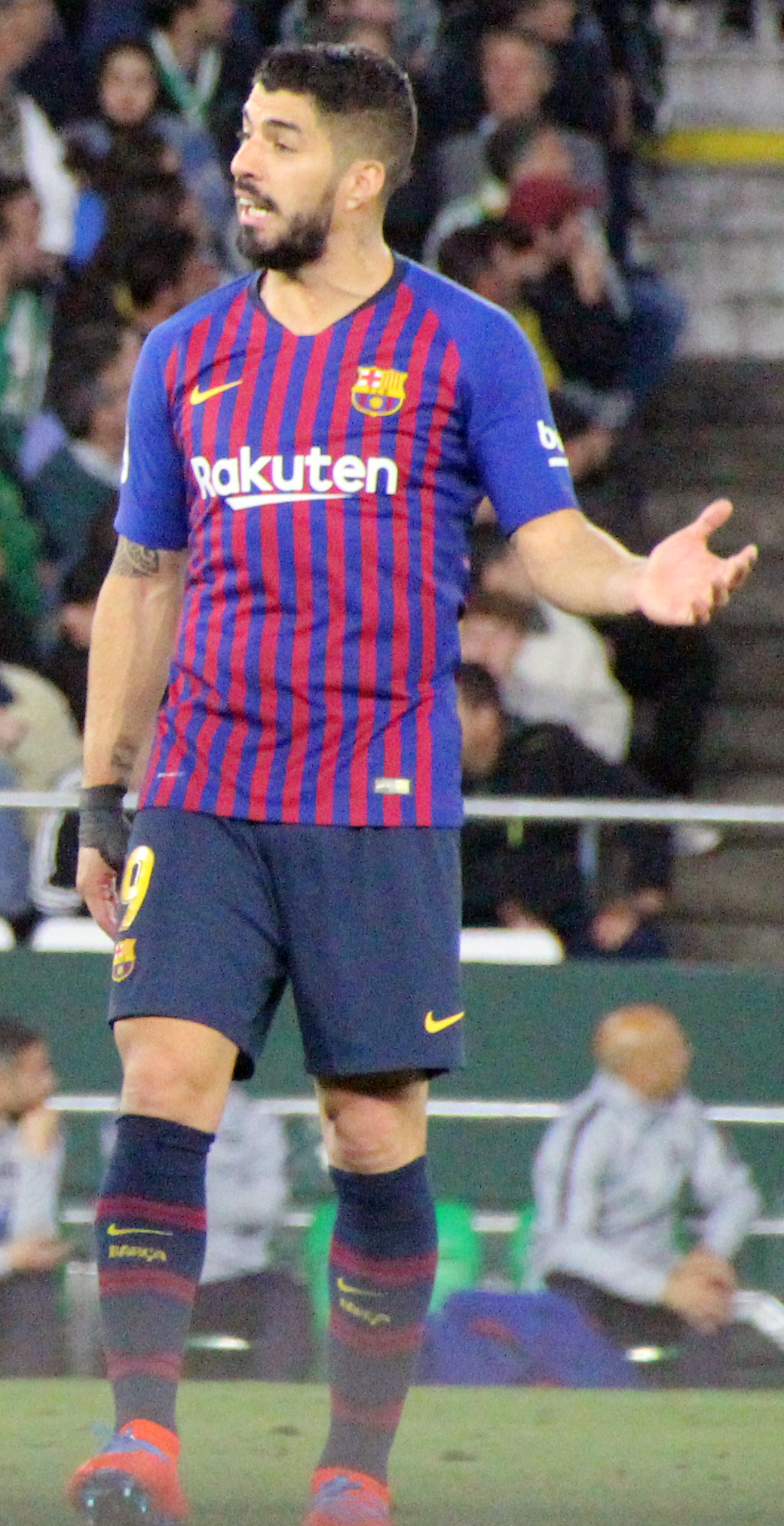
Suárez podczas meczu Primera División z Real Betis (2019)

Sezon 2018/2019 rozpoczął 12 sierpnia 2018 wygranym 2:1 meczem o Superpuchar Hiszpanii z Sevillą. 2 września strzelił dwie bramki w meczu z Huescą (8:2). 28 października w meczu El Clásico z Realem Madryt zanotował hat-tricka, zapewniając Barcelonie zwycięstwo 5:1. 3 listopada w spotkaniu 11. kolejki Primera División z Rayo Vallecano zdobył dwa gole, które zapewniły Barcelonie zwycięstwo 3:2.
27 lutego 2019 w meczu półfinału Pucharu Króla z Realem Madryt zanotował dwa trafienia, zapewniając Dumie Katalonii awans do finału z rezultatem 4:1 (1:1 w pierwszym spotkaniu, 3:0 w rewanżowym spotkaniu). Swojego jedynego gola w Lidze Mistrzów UEFA strzelił 1 maja w półfinale rozgrywek przeciwko Liverpoolowi (3:0); kataloński klub nie awansował jednak do finału z powodu porażki 4:0 w drugim meczu.
Sezon zakończył z 25 golami i 14 asystami, występując w 49 meczach. Razem z Barceloną wywalczył mistrzostwo Hiszpanii oraz Superpuchar Hiszpanii.

#### Sezon 2019/2020
Z powodu kontuzji, pierwszy mecz w sezonie 2019/2020 rozegrał 15 września 2019 przeciwko Valencii, w którym strzelił dwie bramki. 2 października w spotkaniu Ligi Mistrzów UEFA z Interem Mediolan zdobył dwa gole, a jego drużyna wygrała 2:1. 21 grudnia w meczu Primera División z Deportivo Alavés (4:1) strzelił gola i zanotował trzy asysty.
9 lipca 2020 w meczu z Espanyolem, Suárez strzelił 195. bramkę dla Barcelony i stał się trzecim najskuteczniejszym strzelcem w historii klubu, wyprzedzając László Kubalę. W meczu rewanżowym 1/8 finału z Napoli (3:1) strzelił gola, skutecznie wykorzystując rzut karny. 14 sierpnia strzelił bramkę w przegranym 2:8 meczu z Bayernem Monachium, późniejszym triumfatorem tej edycji.
Łącznie w sezonie zdobył 21 goli i zanotował 12 asyst w 36 meczach. W sezonie Barcelona nie zdobyła żadnego trofeum, po raz pierwszy od sezonu 2007/2008. W klubie rozegrał łącznie 283 meczów, w których strzelił 198 goli oraz zanotował 113 asyst.

### Atlético Madryt

#### Sezon 2020/2021

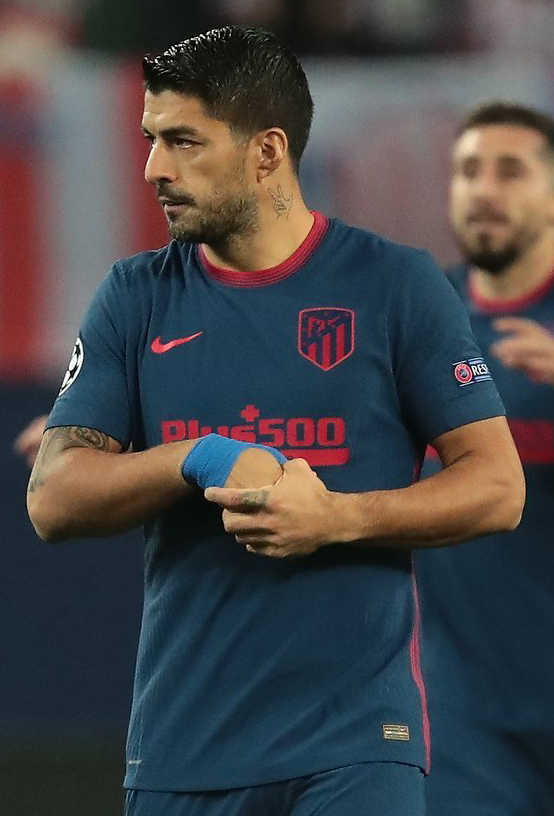
Luis Suárez podczas meczu Ligi Mistrzów UEFA z Lokomotiwem Moskwa (2020)

24 września 2020 FC Barcelona i Atlético Madryt doszły do porozumienia w kwestii transferu Suáreza, który podpisał kontrakt na 2 lata. W nowych barwach Urugwajczyk zadebiutował już trzy dni później, w ligowym meczu z Granadą (6:1), zmieniając w 71. minucie spotkania Diego Costę, a później strzelając dwa gole i notując asystę. 21 października zanotował pierwszy występ w Lidze Mistrzów, w którym Atlético przegrało 4:0 z Bayernem Monachium. 19 grudnia w meczu Primera División z Elche CF (3:1) zanotował dublet.
7 marca 2021 w zremisowanym 1:1 meczu z Realem Madryt zdobył gola i przerwał tym samym passę 4 meczów bez strzelonej bramki. 21 marca w spotkaniu przeciwko Deportivo Alavés strzelił swojego 500. gola w oficjalnych występach. Urugwajczyk dokonał tego strzelając 437 goli w klubach oraz 63 bramki dla reprezentacji Urugwaju. 16 maja zdobył swojego 20. gola w lidze, pokonując bramkarza CA Osasuna Juana Péreza w 88. minucie i tym samym zapewnił zwycięstwo 2:1.
Łącznie strzelił 21 goli i zaliczył 3 asysty w 38 meczach. Z klubem udało mu się zdobyć, pierwsze od siedmiu lat, mistrzostwo Hiszpanii dla Atlético Madryt.

#### Sezon 2021/2022
29 sierpnia 2021 w meczu z Villarrealem (2:2) zdobył swoją pierwszą bramkę w nowym sezonie. 21 września zdobył dwa gole w wygranym 2:1 meczu z Getafe CF. 28 września, wykorzystując rzut karny w 97. minucie, dał zwycięstwo Atlético 2:1 nad A.C. Milanem w Lidze Mistrzów UEFA. 2 października zdobył bramkę i zanotował asystę w wygranym 2:0 spotkaniu przeciwko FC Barcelonie. 24 października dwukrotnie strzelił, a jego gole doprowadziły do remisu 2:2 z Realem Sociedad.
6 lutego w meczu 23. kolejki Primera División z FC Barceloną (2:4) strzelił bramkę i zanotował asystę. 2 kwietnia zanotował dublet w meczu z Deportivo Alavés (4:1). 15 maja, przed rozegraniem ostatniego domowego meczu ligi, ogłoszono, że Suárez odejdzie wraz z końcem sezonu 2021/2022.
Sezon zakończył z 13 golami i 3 asystami, które zdobył występując w 45 meczach.

### Powrót do Nacional
26 czerwca 2022 Club Nacional de Football na zasadzie wolnego transferu ogłosił pozyskanie Suáreza. Pierwszy mecz po powrocie rozegrał 2 sierpnia w przegranym 1:0 meczu Copa Sudamericana przeciwko Atlético Goianiense. Pierwszego gola strzelił cztery dni później w ligowym meczu z CA Rentistas (3:0). 31 października zanotował dublet w wygranym 4:1 finale ligi urugwajskiej z Liverpoolem. Wkrótce poinformował, że nie przedłuży umowy i od 1 stycznia 2023 zostanie wolnym zawodnikiem. 

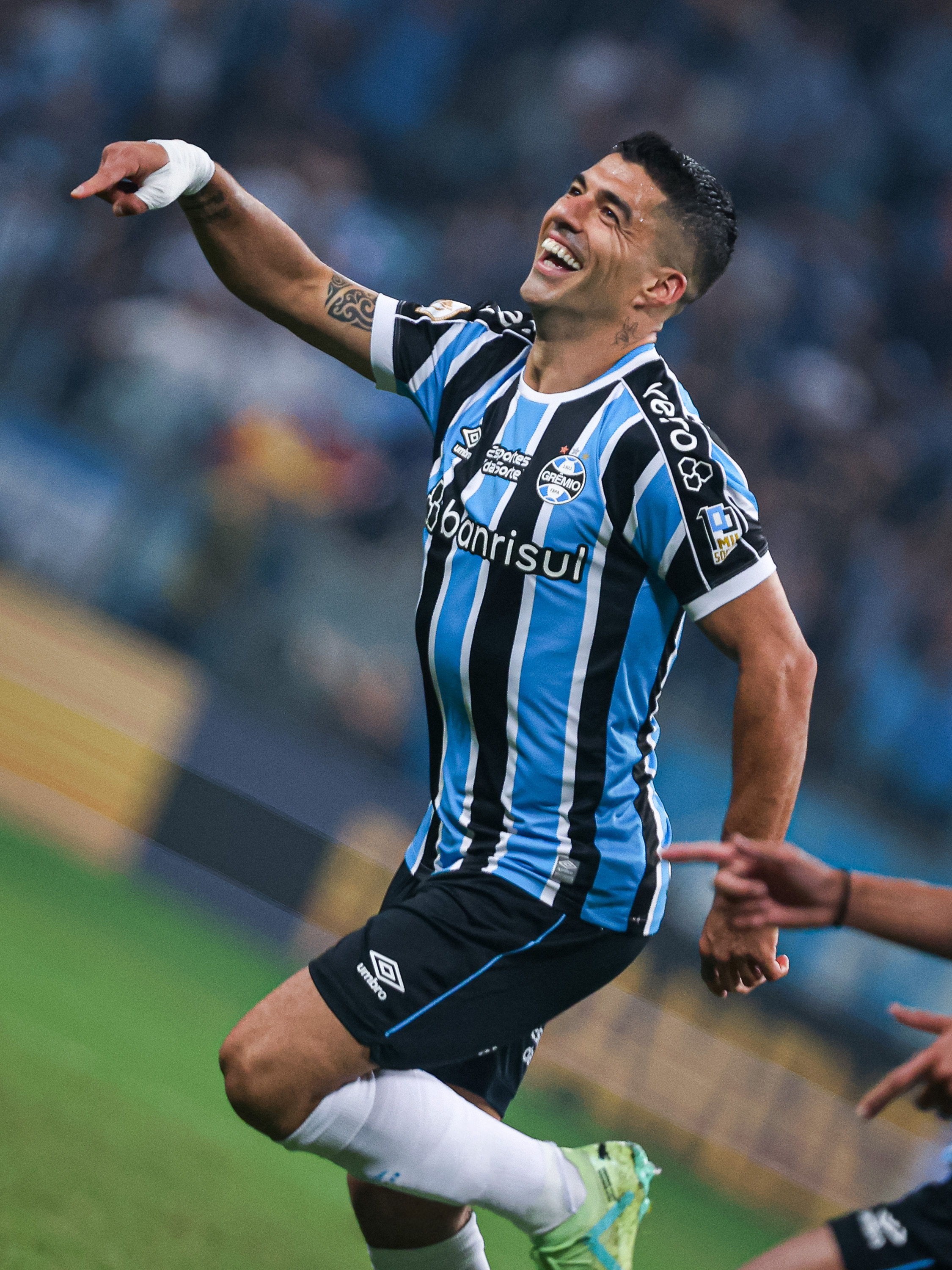
Suárez w barwach Grêmio (2023)

### Grêmio
31 grudnia 2022 ogłoszono przejście Suáreza do Grêmio, z którym podpisał dwuletni kontrakt. W brazylijskim klubie zadebiutował 18 stycznia 2023 w wygranym 4:1 meczu Recopa Gaúcha przeciwko São Luiz, w którym zanotował hat-tricka. W lipcu 2023 poinformował, że nie będzie w stanie wypełnić dwuletniego kontraktu z Grêmio i odejdzie po zakończeniu sezonu 2023. 28 października w wygranym 4:3 meczu z América Mineiro, Suárez strzelił swoją 550. bramkę w karierze seniorskiej. 10 listopada w wygranym 4:3 meczu z Botafogo strzelił trzy gole, trafiając w przeciągu 19. minut.
4 grudnia 2023 strzelił jedyną bramkę w spotkaniu z Vasco da Gama, a po meczu pożegnał się z kibicami swojej drużyny. Ostatni mecz rozegrał trzy dni później, strzelając dwukrotnie w wygranym 3:2 meczu przeciwko Fluminese. Starcie z Fluminese było jego 800. meczem w karierze klubowej. Łącznie w barwach brazylijskiego klubu rozegrał 54 mecze, w których zdobył 29 goli i zanotował 17 asyst. Jego zespół zajął 2. miejsce w lidze, gwarantując sobie udział w Copa Libertadores. Indywidualnie z 17 trafieniami został wicekrólem strzelców, a z 11 asystami został królem asyst, razem z Hulkiem. Po zakończeniu sezonu został wybrany najlepszym napastnikiem oraz najlepszym piłkarzem Série A.

### Inter Miami
22 grudnia 2023 podpisał jednoroczny kontrakt z Interem Miami, z opcją przedłużenia o kolejny sezon. 20 stycznia 2024 zadebiutował w amerykańskim klubie w meczu towarzyskim z reprezentacją Salwadoru (0:0). Dziewięć dni później w meczu towarzyskim z Al-Hilal (3:4) zdobył pierwszą bramkę dla Interu Miami, trafiając w 34. minucie na 1:2. 22 lutego zadebiutował w barwach Interu Miami w oficjalnym meczu przeciwko Real Salt Lake (2:0), w którym zanotował asystę przy trafieniu Diego Gómeza. 2 marca, w wygranym 5:0 meczu przeciwko Orlando City, strzelił dwa gole i zanotował dwie asysty przy golu Roberta Taylora oraz Lionela Messiego. 16 marca strzelił dwa gole w meczu z D.C. United (3:1).

## Kariera reprezentacyjna

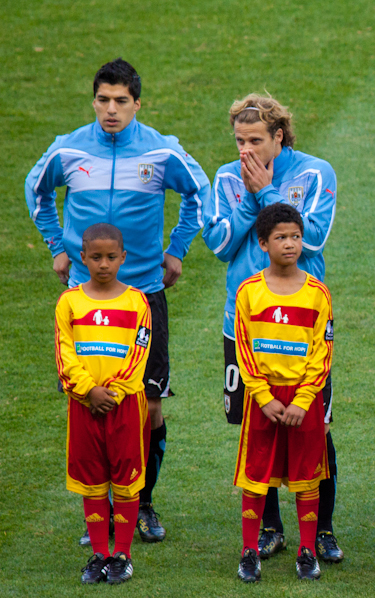
Suárez i Forlán podczas Mistrzostw Świata 2010

### Lata 2006–2010
1 lipca 2007 Suárez zadebiutował w reprezentacji Urugwaju do lat 20 w meczu Mistrzostw Świata U-20 przeciwko Hiszpanii (2:2), a w 56. minucie strzelił premierowego gola. Drugą bramkę zanotował w przegranym 2:1 meczu z reprezentacją Stanów Zjednoczonych i tym samym Urugwaj odpadł z turnieju.
W reprezentacji Urugwaju zadebiutował 8 lutego 2007 w wygranym 3:1 meczu towarzyskim przeciwko Kolumbii. Wówczas został wyrzucony z boiska w 85. minucie po zgromadzeniu dwóch żółtych kartek. 13 października w wygranym 5:0 meczu eliminacji do Mistrzostw Świata 2010 z Boliwią strzelił swoją pierwszą bramkę dla drużyny narodowej. 25 maja 2008 zanotował dublet w przegranym 3:2 meczu towarzyskim z reprezentacją Turcji.
1 czerwca został powołany przez Óscara Tabáreza do kadry na Mistrzostwa Świata 2010. Na Mundialu 2010, Urugwaj – po bezbramkowym remisie z Francją, a następnie po wygranych: 3:0 z Południową Afryką i 1:0 z Meksykiem – zajął pierwsze miejsce w grupie A i awansował do fazy pucharowej turnieju. W ostatnim meczu fazy grupowej z Meksykiem, rozegranym 22 czerwca, Suárez zanotował debiutanckie trafienie na mistrzostwach świata. W meczu 1/8 finału z reprezentacją Korei Południowej (2:1), Suárez strzelił dwa gole, dając swojej drużynie awans do ćwierćfinału. Tam Urugwaj zmierzył się z Ghaną, z którą zremisował 1:1 w podstawowym czasie gry. W ostatniej doliczonej minucie dogrywki za obronę piłki ręką po strzale Stephena Appiaha na linii bramkowej dostał czerwoną kartkę. Zawodnik rywali Asamoah Gyan nie wykorzystał rzutu karnego, a Urugwaj wygrał w serii rzutów karnych 4:2 i awansował do półfinału. Z powodu zawieszenia nie zagrał w przegranym 3:2 meczu przeciwko Holandii. Do gry powrócił w meczu o 3. miejsce z Niemcami, w którym jego drużyna przegrała 3:2. Suárez wystąpił w 6 meczach i zanotował łącznie 3 trafienia oraz 2 asysty.
8 października skompletował pierwszego hat-tricka w reprezentacji, notując 3 trafienia w spotkaniu towarzyskim przeciwko Indonezji (7:1).

### Lata 2011–2016

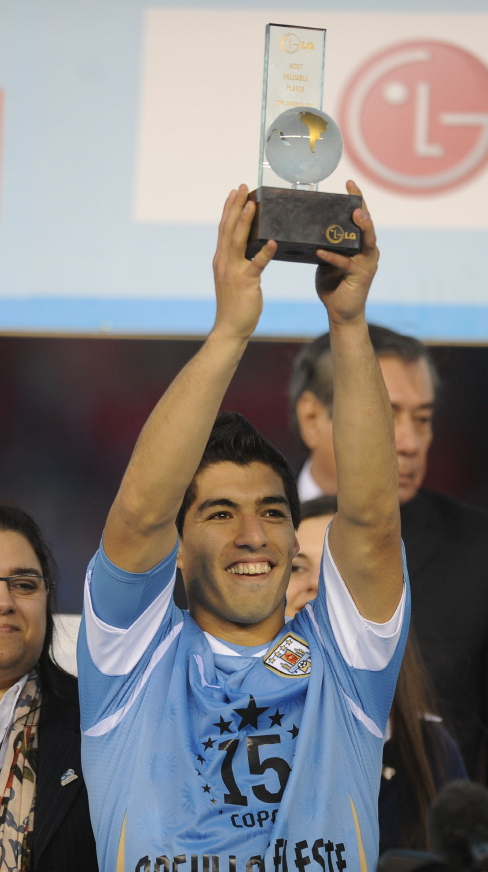
Luis Suárez z nagrodą dla najlepszego zawodnika turnieju Copa América 2011

4 lipca 2011 zdobył bramkę w zremisowanym 1:1 meczu fazy grupowej Copa América 2011 z Peru. Po zakwalifikowaniu się do fazy pucharowej, Urugwaj w ćwierćfinale zremisował z reprezentacją Argentyny 1:1, a w konkursie rzutów karnych wygrał 5:4. W półfinale przeciwko Peru (2:0) zanotował dublet i został wybrany mvp spotkania. 24 lipca 2011 strzelił gola i zanotował asystę przy trafieniu Diego Forlána w wygranym 3:0 meczu finału turnieju przeciwko reprezentacji Paragwaju. Podczas mistrzostw zdobył cztery gole i zanotował dwie asysty, a po spotkaniu został wybrany najlepszym piłkarzem na turnieju. Reprezentacja Urugwaju zdobyła tytuł mistrzowski po raz piętnasty, ustalając w ten sposób nowy rekord liczby tytułów. Dotychczasowy rekord Urugwaj dzielił z Argentyną.
11 listopada 2011 zdobył cztery gole w meczu eliminacji do Mistrzostw Świata 2014 przeciwko Chile (4:0). 8 lipca 2012 znalazł się w kadrze reprezentacji Urugwaju na Igrzyska Olimpijskie 2012. Urugwaj, po zwycięstwie 2:1 nad reprezentacją Zjednoczonych Emiratów Arabskich, a także po porażkach: 2:0 z Senegalem i 1:0 z Wielką Brytanią, odpadł z turnieju; Suárez wystąpił we wszystkich trzech meczach fazy grupowej i nie zdobył bramki.

Został uwzględniony w kadrze reprezentacji narodowej na Puchar Konfederacji 2013 odbywający się w Brazylii. 16 czerwca 2013 w meczu fazy grupowej z Hiszpanią (1:2) strzelił bramkę z rzutu wolnego. W wygranym 8:0 meczu przeciwko reprezentacji Tahiti zdobył dublet. Wyprzedził tym samym Diego Forlána i, z 35 bramkami, został najskuteczniejszym strzelcem w historii reprezentacji Urugwaju. Urugwaj został wyeliminowany z turnieju po porażce 2:1 z Brazylią w półfinale. 6 sierpnia strzelił dwa gole przeciwko Peru (2:1). Kwalifikacje do Mundialu w Brazylii zakończył z 14 występami i 11 golami, dzięki czemu został królem strzelców ówczesnej edycji. 

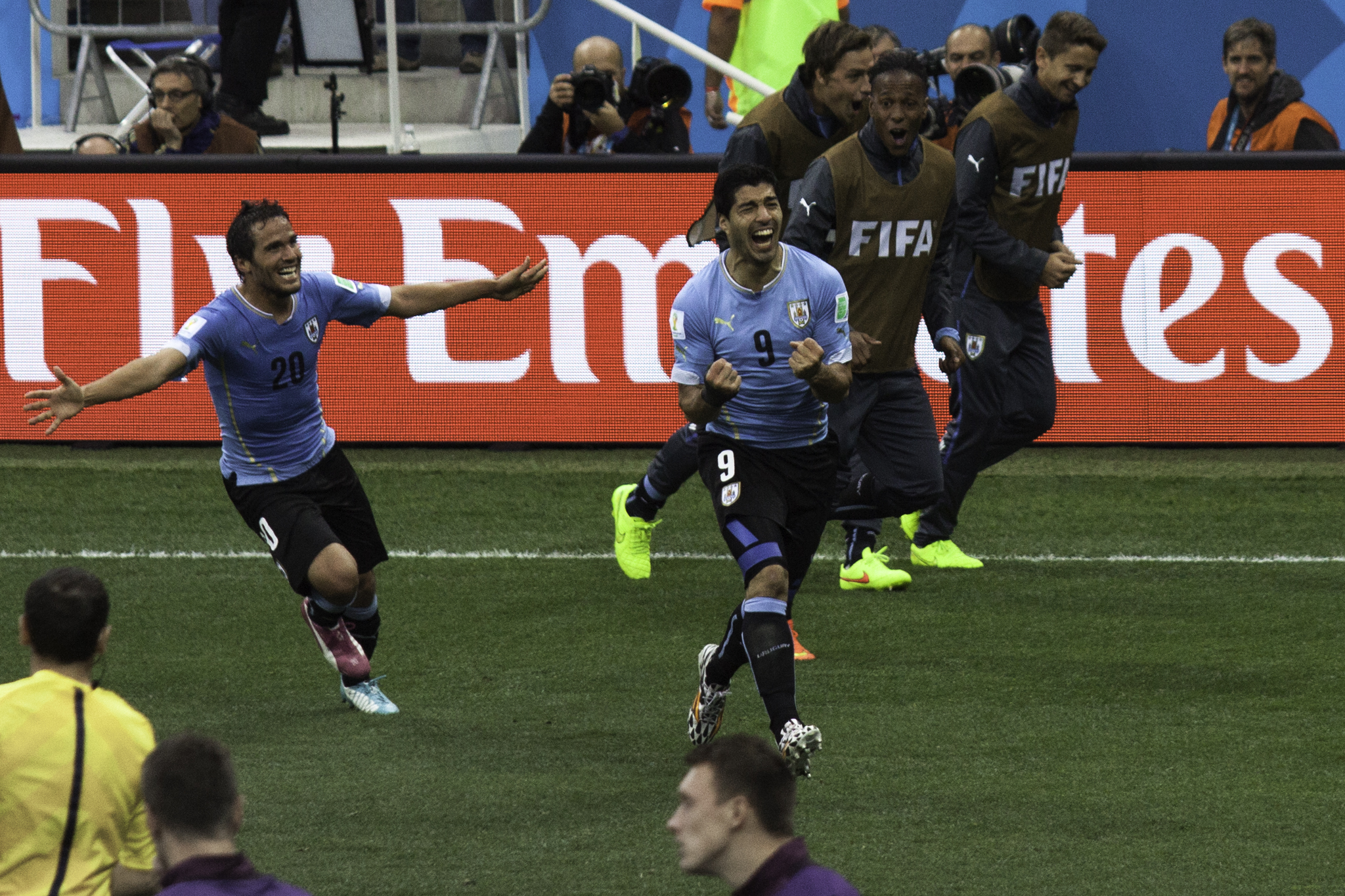
Luis Suárez celebrujący swoją bramkę przeciwko Anglii (2:1) na Mistrzostwach Świata 2014

13 maja 2014 został powołany na Mistrzostwach Świata 2014 do reprezentacji Urugwaju. Przez kontuzję nie rozegrał pierwszego meczu fazy grupowej z Kostaryką (1:3). W drugim spotkaniu, przeciwko Anglii, Suárez zdobył dwa gole, zapewniając drużynie zwycięstwo. W ostatnim meczu przeciwko Włochom po raz trzeci w karierze zdarzyło mu się ugryźć zawodnika, tym razem był to Giorgio Chiellini. Z tego powodu został zawieszony przez FIFA na cztery miesiące rozgrywek klubowych oraz 9 meczów reprezentacji. Poza tym na Suáreza nałożono karę 100 tys. franków szwajcarskich.
25 marca 2016 po rocznej przerwie od gry w reprezentacji, Suárez strzelił gola w meczu z Brazylią (2:2). Pomimo urazu spowodowanego w finale Pucharu Króla z Sevillą (2:0) został uwzględniony w kadrze reprezentacji na Copa América 2016. Nie rozegrał jednak żadnego spotkania, a Urugwaj odpadł z turnieju w fazie grupowej.

### Od 2017

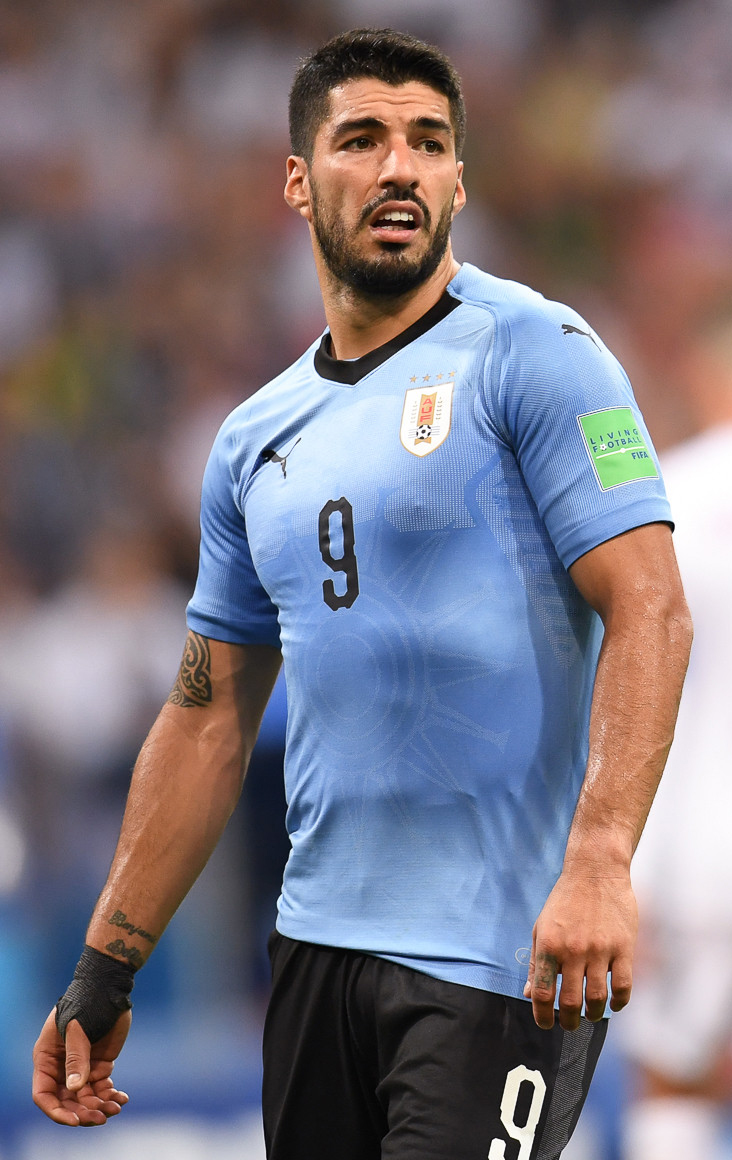
Suárez podczas meczu z Portgalią na Mistrzostwach Świata 2018

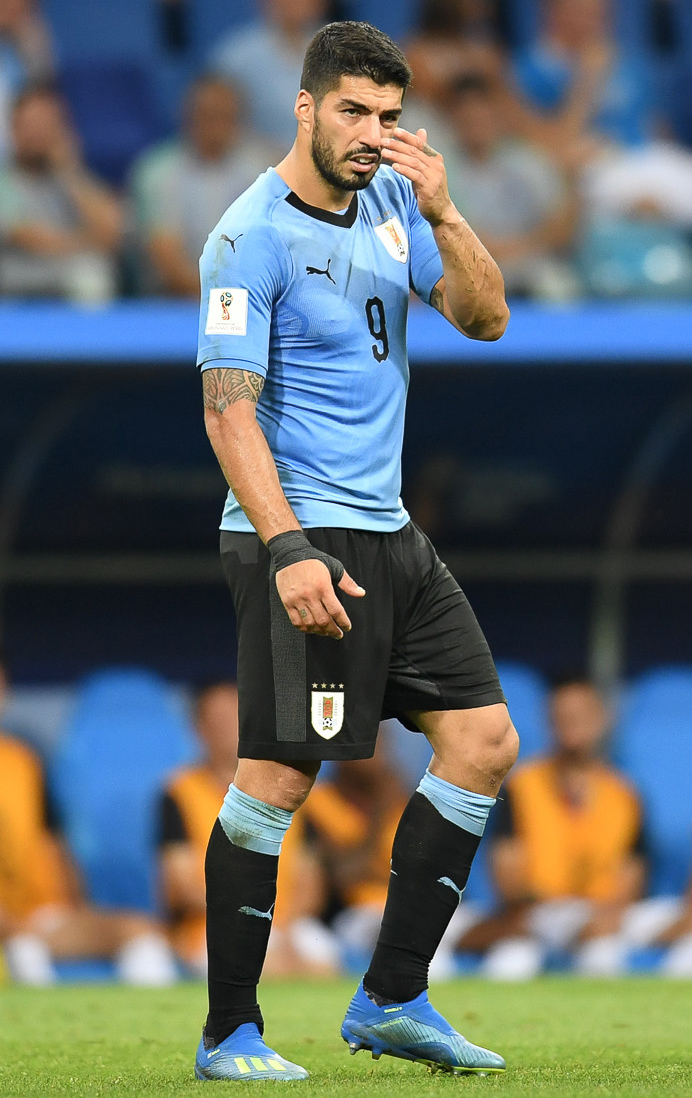
Luis Suárez (2018)

10 października 2017 zdobył dwa gole w meczu eliminacji do MŚ 2018 z Boliwią (4:2), czym zapewnił Urugwajowi awans na Mundial w Rosji. 23 marca 2018 w wygranym 2:0 meczu China Cup 2018 przeciwko Czechom strzelił swoją 50. bramkę dla drużyny narodowej, skutecznie wykonując rzut karny.
6 czerwca 2018 znalazł się wśród powołanych przez selekcjonera Óscara Tabáreza na Mistrzostwa Świata 2018. 20 czerwca rozgrywając mecz fazy grupowej z reprezentacją Arabii Saudyjskiej, został zawodnikiem z 100. występami dla reprezentacji. W jubileuszowym starciu udało mu się zdobyć jedyną bramkę spotkania. Drugą bramkę na turnieju strzelił w ostatnim meczu fazy grupowej z Rosją (3:0), trafiając z rzutu wolnego w 10. minucie spotkania. Po wygranej 2:1 z reprezentacją Portugalii w 1/8 finału, Urugwaj przegrał na etapie ćwierćfinału z Francją (0:2). Luis Suárez zakończył turniej z 5 występami, w których strzelił dwie bramki i zanotował asystę. 

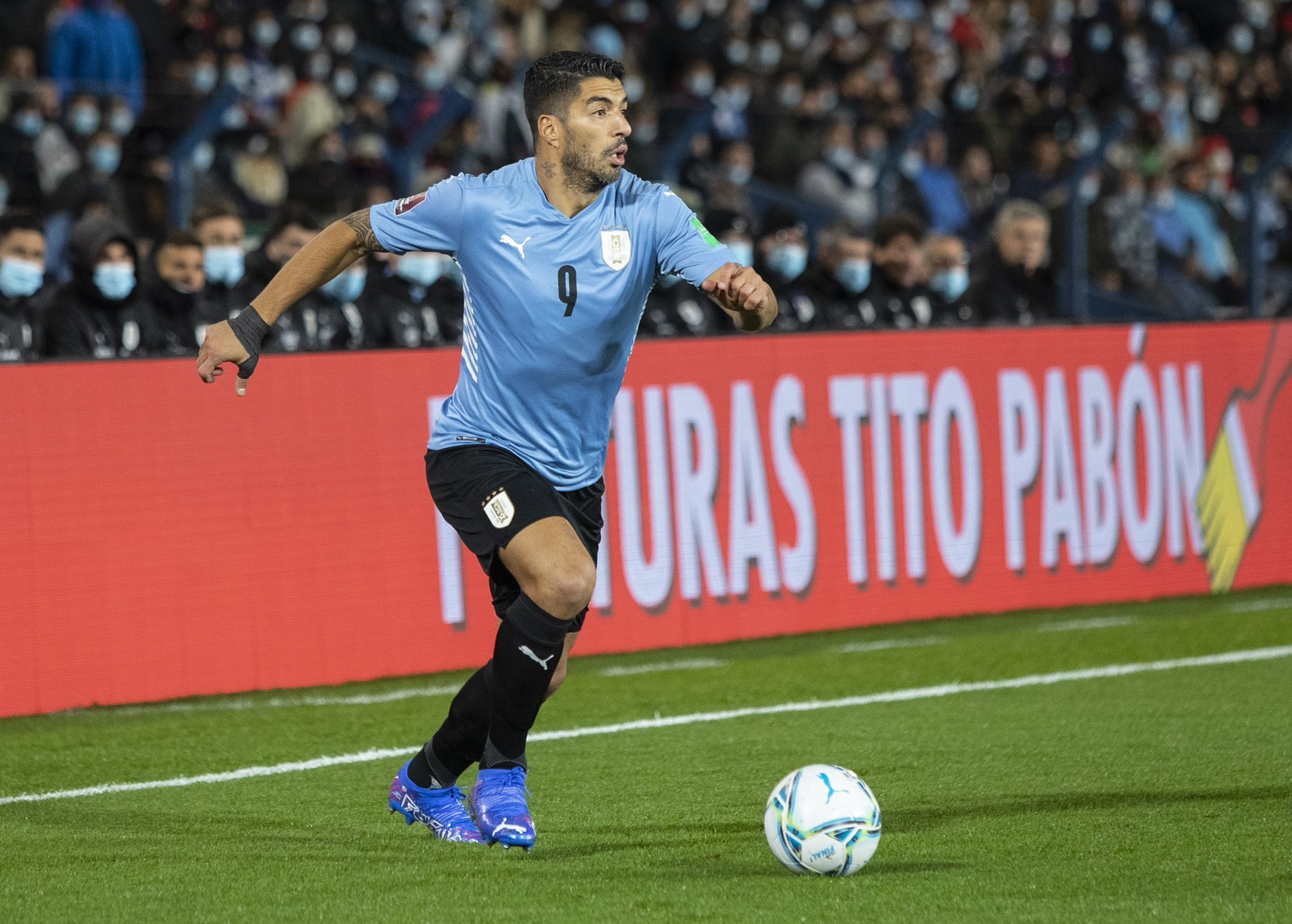
Luis Suárez podczas meczu Copa América 2021 przeciwko reprezentacji Kolumbii

7 września dwukrotnie trafił w towarzyskim spotkaniu z Meksykiem (4:1). 31 maja 2019 znalazł się w kadrze Urugwaju na Copa América 2019. 16 czerwca strzelił gola i zanotował asystę przy bramce Nicolása Lodeiro w meczu z Ekwadorem (4:0). Cztery dni później w meczu z Japonią (2:2) zanotował drugie trafienie, pokonując bramkarza Eiji Kawashimę z rzutu karnego. W ćwierćfinale przeciwko Peru, Urugwaj bezbramkowo zremisował, a później przegrał w konkursie rzutów karnych 5:4, a Suárez był jednym, który nie strzelił.
13 października 2020 strzelił dwa gole w przegranym 4:2 meczu eliminacji do Mistrzostw Świata 2022 przeciwko reprezentacji Ekwadoru. 13 listopada strzelił swoją 25. bramkę w eliminacjach do Mundialu przeciwko Kolumbii (3:0) i tym został pierwszym piłkarzem strefy CONMEBOL, który przekroczył tę barierę. 21 czerwca 2021 strzelił swoją jedyną bramkę na Copa América 2021, trafiając w trzecim meczu fazy grupowej przeciwko Chile (1:1). Urugwaj odpadł z turnieju na etapie ćwierćfinału, w którym przegrał w konkursie rzutów karnych 2:4 z Kolumbią.
11 listopada 2022 znalazł się w kadrze reprezentacji Urugwaju na Mistrzostwa Świata 2022 w Katarze. Urugwajczycy zakończyli swój udział na etapie fazy grupowej. Suárez rozegrał wszystkie trzy spotkania, a w ostatnim spotkaniu przeciwko Ghanie zanotował asystę przy trafieniu Giorgiana de Arrascaety.
8 czerwca 2024 został powołany przez selekcjonera reprezentacji Urugwaju Marcelo Bielse na Copa América 2024. 13 lipca 2024 strzelił wyrównującego gola w ostatniej (92' minucie) meczu z Kanadą o trzecie miejsce, wchodząc z ławki w 46' minucie i wykorzystał jedenastkę w serii rzutów karnych (3:2 w karnych), zostając najstarszym piłkarzem, który zdobył bramkę na turnieju Copa America, zdobywając brązowy medal dla Urugwaju. 3 września 2024 na konferencji prasowej ogłosił zakończenie kariery reprezentacyjnej. Ostatni mecz rozegrał 10 września 2024 w meczu eliminacyjnym do Mistrzostw Świata 2026 zremisowanym bezbramkowo z Paragwajem.

## Statystyki

### Klubowe
(aktualne na 25 czerwca 2025)
| Klub               | Sezon              | Liga                      | Liga  | Liga   | Puchar kraju | Puchar kraju | Puchar ligi | Puchar ligi | Europa | Europa | Inne  | Inne   | Suma  | Suma   |
| Klub               | Sezon              | Liga                      | Mecze | Bramki | Mecze        | Bramki       | Mecze       | Bramki      | Mecze  | Bramki | Mecze | Bramki | Mecze | Bramki |
| ------------------ | ------------------ | ------------------------- | ----- | ------ | ------------ | ------------ | ----------- | ----------- | ------ | ------ | ----- | ------ | ----- | ------ |
| Nacional           | 2005               | Primera División Uruguaya | 0     | 0      | –            | –            | –           | –           | –      | –      | 1     | 0      | 1     | 0      |
| Nacional           | 2005/2006          | Primera División Uruguaya | 27    | 10     | –            | –            | –           | –           | –      | –      | 7     | 2      | 34    | 12     |
| Nacional           | Ogólnie            | Ogólnie                   | 27    | 10     | 0            | 0            | 0           | 0           | 0      | 0      | 8     | 2      | 35    | 12     |
| FC Groningen       | 2006/2007          | Eredivisie                | 29    | 10     | 2            | 1            | –           | –           | 2      | 1      | 4     | 3      | 37    | 15     |
| FC Groningen       | Ogólnie            | Ogólnie                   | 29    | 10     | 2            | 1            | 0           | 0           | 2      | 1      | 4     | 3      | 37    | 15     |
| AFC Ajax           | 2007/2008          | Eredivisie                | 33    | 17     | 3            | 2            | –           | –           | 4      | 1      | 4     | 2      | 44    | 22     |
| AFC Ajax           | 2008/2009          | Eredivisie                | 31    | 22     | 2            | 1            | –           | –           | 10     | 5      | –     | –      | 43    | 28     |
| AFC Ajax           | 2009/2010          | Eredivisie                | 33    | 35     | 6            | 8            | –           | –           | 9      | 6      | –     | –      | 48    | 49     |
| AFC Ajax           | 2010/2011          | Eredivisie                | 13    | 7      | 1            | 1            | –           | –           | 9      | 4      | 1     | 0      | 24    | 12     |
| AFC Ajax           | Ogólnie            | Ogólnie                   | 110   | 81     | 12           | 12           | 0           | 0           | 32     | 16     | 5     | 2      | 159   | 111    |
| Liverpool          | 2010/2011          | Premier League            | 13    | 4      | 0            | 0            | 0           | 0           | 0      | 0      | –     | –      | 13    | 4      |
| Liverpool          | 2011/2012          | Premier League            | 31    | 11     | 4            | 3            | 4           | 3           | –      | –      | –     | –      | 39    | 17     |
| Liverpool          | 2012/2013          | Premier League            | 33    | 23     | 2            | 2            | 1           | 1           | 8      | 4      | –     | –      | 44    | 30     |
| Liverpool          | 2013/2014          | Premier League            | 33    | 31     | 3            | 0            | 1           | 0           | –      | –      | –     | –      | 37    | 31     |
| Liverpool          | Ogólnie            | Ogólnie                   | 110   | 69     | 9            | 5            | 6           | 4           | 8      | 4      | 0     | 0      | 133   | 82     |
| FC Barcelona       | 2014/2015          | Primera División          | 27    | 16     | 6            | 2            | –           | –           | 10     | 7      | –     | –      | 43    | 25     |
| FC Barcelona       | 2015/2016          | Primera División          | 35    | 40     | 4            | 5            | –           | –           | 9      | 8      | 5     | 6      | 53    | 59     |
| FC Barcelona       | 2016/2017          | Primera División          | 35    | 29     | 6            | 4            | –           | –           | 9      | 3      | 1     | 1      | 51    | 37     |
| FC Barcelona       | 2017/2018          | Primera División          | 33    | 25     | 6            | 5            | –           | –           | 10     | 1      | 2     | 0      | 51    | 31     |
| FC Barcelona       | 2018/2019          | Primera División          | 33    | 21     | 5            | 3            | –           | –           | 10     | 1      | 1     | 0      | 49    | 25     |
| FC Barcelona       | 2019/2020          | Primera División          | 28    | 16     | 0            | 0            | –           | –           | 7      | 5      | 1     | 0      | 36    | 21     |
| FC Barcelona       | Ogólnie            | Ogólnie                   | 191   | 147    | 27           | 19           | 0           | 0           | 55     | 25     | 10    | 7      | 283   | 198    |
| Atlético Madryt    | 2020/2021          | Primera División          | 32    | 21     | 0            | 0            | –           | –           | 6      | 0      | –     | –      | 38    | 21     |
| Atlético Madryt    | 2021/2022          | Primera División          | 35    | 11     | 2            | 1            | –           | –           | 7      | 1      | 1     | 0      | 45    | 13     |
| Atlético Madryt    | Ogólnie            | Ogólnie                   | 67    | 32     | 2            | 1            | 0           | 0           | 13     | 1      | 1     | 0      | 83    | 34     |
| Nacional           | 2022               | Primera División Uruguaya | 13    | 6      | 0            | 0            | –           | –           | –      | –      | 3     | 2      | 16    | 8      |
| Nacional           | Ogólnie            | Ogólnie                   | 13    | 6      | 0            | 0            | 0           | 0           | 0      | 0      | 3     | 2      | 16    | 8      |
| Grêmio             | 2023               | Série A                   | 33    | 17     | 8            | 2            | –           | –           | –      | –      | 13    | 10     | 54    | 29     |
| Grêmio             | Ogólnie            | Ogólnie                   | 33    | 17     | 8            | 2            | 0           | 0           | 0      | 0      | 13    | 10     | 54    | 29     |
| Inter Miami        | 2024               | Major League Soccer       | 30    | 21     | 3            | 2            | –           | –           | –      | –      | 4     | 2      | 37    | 25     |
| Inter Miami        | 2025               | Major League Soccer       | 13    | 5      | 0            | 0            | –           | –           | –      | –      | 11    | 4      | 24    | 9      |
| Inter Miami        | Ogólnie            | Ogólnie                   | 43    | 26     | 3            | 2            | 0           | 0           | 0      | 0      | 15    | 6      | 61    | 34     |
| Ogólnie w karierze | Ogólnie w karierze | Ogólnie w karierze        | 623   | 398    | 63           | 40           | 6           | 4           | 110    | 47     | 59    | 32     | 861   | 521    |

### Reprezentacyjne
(aktualne na 7 września 2024)
| Reprezentacja | Rok     | Mecze | Bramki |
| ------------- | ------- | ----- | ------ |
| Urugwaj U-20  |         |       |        |
| 2007          | 4       | 2     |        |
| Ogólnie       | Ogólnie | 4     | 2      |
| Urugwaj       |         |       |        |
| 2007          | 6       | 2     |        |
| 2008          | 10      | 4     |        |
| 2009          | 12      | 3     |        |
| 2010          | 11      | 7     |        |
| 2011          | 13      | 10    |        |
| 2012          | 8       | 4     |        |
| 2013          | 16      | 9     |        |
| 2014          | 6       | 5     |        |
| 2016          | 8       | 3     |        |
| 2017          | 5       | 2     |        |
| 2018          | 11      | 6     |        |
| 2019          | 7       | 4     |        |
| 2020          | 3       | 4     |        |
| 2021          | 12      | 2     |        |
| 2022          | 9       | 3     |        |
| 2023          | 1       | 0     |        |
| 2024          | 5       | 1     |        |
| Ogólnie       | Ogólnie | 143   | 69     |

| Mecze i gole w reprezentacji | Mecze i gole w reprezentacji | Mecze i gole w reprezentacji               | Mecze i gole w reprezentacji | Mecze i gole w reprezentacji | Mecze i gole w reprezentacji | Mecze i gole w reprezentacji          |
| Urugwaj U-20                 | Urugwaj U-20                 | Urugwaj U-20                               | Urugwaj U-20                 | Urugwaj U-20                 | Urugwaj U-20                 | Urugwaj U-20                          |
| Lp.                          | Data                         | Miejsce                                    | Przeciwnik                   | Gol                          | Wynik                        | Rozgrywki                             |
| ---------------------------- | ---------------------------- | ------------------------------------------ | ---------------------------- | ---------------------------- | ---------------------------- | ------------------------------------- |
| 1.                           | 01.07.2007                   | Burnaby, Kanada                            | Hiszpania U-20               | Gol                          | 2:2                          | MŚ U-20 2007                          |
| 2.                           | 04.07.2007                   | Burnaby, Kanada                            | Jordania U-20                |                              | 1:0                          | MŚ U-20 2007                          |
| 3.                           | 07.07.2007                   | Victoria, Kanada                           | Zambia U-20                  |                              | 0:2                          | MŚ U-20 2007                          |
| 4.                           | 11.07.2007                   | Toronto, Kanada                            | Stany Zjednoczone U-20       | Gol                          | 1:2 (d.)                     | MŚ U-20 2007, (przegrana po dogrywce) |
| Urugwaj                      |                              |                                            |                              |                              |                              |                                       |
| 1.                           | 07.02.2007                   | Cucuta, Kolumbia                           | Kolumbia                     |                              | 3:1                          | towarzyskie                           |
| 2.                           | 12.09.2007                   | Johannesburg, Republika Południowej Afryki | Południowa Afryka            |                              | 0:0                          | towarzyskie                           |
| 3.                           | 13.10.2007                   | Montevideo, Urugwaj                        | Boliwia                      | Gol                          | 5:0                          | el. MŚ 2010                           |
| 4.                           | 18.10.2007                   | Asunción, Paragwaj                         | Paragwaj                     |                              | 0:1                          | el. MŚ 2010                           |
| 5.                           | 18.11.2007                   | Montevideo, Urugwaj                        | Chile                        | Gol                          | 2:2                          | el. MŚ 2010                           |
| 6.                           | 22.11.2007                   | São Paulo, Brazylia                        | Brazylia                     |                              | 1:2                          | el. MŚ 2010                           |
| 7.                           | 06.02.2008                   | Montevideo, Urugwaj                        | Kolumbia                     | Gol                          | 2:2                          | towarzyskie                           |
| 8.                           | 25.05.2008                   | Bochum, Niemcy                             | Turcja                       | Gol · Gol                    | 3:2                          | towarzyskie                           |
| 9.                           | 28.05.2008                   | Oslo, Norwegia                             | Norwegia                     | Gol                          | 2:2                          | towarzyskie                           |
| 10.                          | 14.06.2008                   | Montevideo, Urugwaj                        | Wenezuela                    |                              | 1:1                          | el. MŚ 2010                           |
| 11.                          | 18.06.2008                   | Montevideo, Urugwaj                        | Peru                         |                              | 6:0                          | el. MŚ 2010                           |
| 12.                          | 20.08.2008                   | Sapporo, Japonia                           | Japonia                      |                              | 3:1                          | towarzyskie                           |
| 13.                          | 07.09.2008                   | Bogota, Kolumbia                           | Kolumbia                     |                              | 1:0                          | el. MŚ 2010                           |
| 14.                          | 10.09.2008                   | Montevideo, Urugwaj                        | Ekwador                      |                              | 0:0                          | el. MŚ 2010                           |
| 15.                          | 11.10.2008                   | Buenos Aires, Argentyna                    | Argentyna                    |                              | 1:2                          | el. MŚ 2010                           |
| 16.                          | 19.11.2008                   | Saint-Denis, Francja                       | Francja                      |                              | 0:0                          | towarzyskie                           |
| 17.                          | 11.02.2009                   | Trypolis, Libia                            | Libia                        |                              | 3:2                          | towarzyskie                           |
| 18.                          | 28.03.2009                   | Montevideo, Urugwaj                        | Paragwaj                     |                              | 2:0                          | el. MŚ 2010                           |
| 19.                          | 02.04.2009                   | Santiago, Chile                            | Chile                        |                              | 0:0                          | el. MŚ 2010                           |
| 20.                          | 06.06.2009                   | Montevideo, Urugwaj                        | Brazylia                     |                              | 0:4                          | el. MŚ 2010                           |
| 21.                          | 11.06.2009                   | San Cristóbal, Wenezuela                   | Wenezuela                    | Gol                          | 2:2                          | el. MŚ 2010                           |
| 22.                          | 12.08.2009                   | Algier, Algieria                           | Algieria                     |                              | 0:1                          | towarzyskie                           |
| 23.                          | 05.09.2009                   | Lima, Peru                                 | Peru                         |                              | 0:1                          | el. MŚ 2010                           |
| 24.                          | 09.09.2009                   | Montevideo, Urugwaj                        | Kolumbia                     | Gol                          | 3:1                          | el. MŚ 2010                           |
| 25.                          | 11.10.2009                   | Quito, Ekwador                             | Ekwador                      | Gol                          | 2:1                          | el. MŚ 2010                           |
| 26.                          | 15.10.2009                   | Montevideo, Urugwaj                        | Argentyna                    |                              | 0:1                          | el. MŚ 2010                           |
| 27.                          | 15.11.2009                   | San Juan, Kostaryka                        | Kostaryka                    |                              | 1:0                          | el. MŚ 2010                           |
| 28.                          | 19.11.2009                   | Montevideo, Urugwaj                        | Kostaryka                    |                              | 1:1                          | el. MŚ 2010                           |
| 29.                          | 03.03.2010                   | St. Gallen, Szwajcaria                     | Szwajcaria                   | Gol                          | 3:1                          | towarzyskie                           |
| 30.                          | 27.05.2010                   | Montevideo, Urugwaj                        | Izrael                       |                              | 4:1                          | towarzyskie                           |
| 31.                          | 11.06.2010                   | Kapsztad, Republika Południowej Afryki     | Francja                      |                              | 0:0                          | MŚ 2010                               |
| 32.                          | 16.06.2010                   | Pretoria, Republika Południowej Afryki     | Południowa Afryka            |                              | 3:0                          | MŚ 2010                               |
| 33.                          | 22.06.2010                   | Rustenburg, Republika Południowej Afryki   | Meksyk                       | Gol                          | 1:0                          | MŚ 2010                               |
| 34.                          | 26.06.2010                   | Gqeberha, Republika Południowej Afryki     | Korea Południowa             | Gol · Gol                    | 2:1                          | MŚ 2010                               |
| 35.                          | 02.07.2010                   | Johannesburg, Republika Południowej Afryki | Ghana                        |                              | 1:1 (pk. 4:2)                | MŚ 2010                               |
| 36.                          | 10.07.2010                   | Gqeberha, Republika Południowej Afryki     | Niemcy                       |                              | 2:3                          | MŚ 2010                               |
| 37.                          | 08.10.2010                   | Dżakarta, Indonezja                        | Indonezja                    | Gol · Gol · Gol              | 7:1                          | towarzyskie                           |
| 38.                          | 12.10.2010                   | Wuhan, Chińska Republika Ludowa            | Chiny                        |                              | 4:0                          | towarzyskie                           |
| 39.                          | 18.11.2010                   | Santiago, Chile                            | Chile                        |                              | 0:2                          | towarzyskie                           |
| 40.                          | 29.05.2011                   | Sinsheim, Niemcy                           | Niemcy                       |                              | 1:2                          | towarzyskie                           |
| 41.                          | 08.06.2011                   | Montevideo, Urugwaj                        | Holandia                     | Gol                          | 1:1                          | towarzyskie                           |
| 42.                          | 24.06.2011                   | Montevideo, Urugwaj                        | Estonia                      |                              | 3:0                          | towarzyskie                           |
| 43.                          | 05.07.2011                   | San Juan, Argentyna                        | Peru                         | Gol                          | 1:1                          | Copa America 2011                     |
| 44.                          | 09.07.2011                   | Mendoza, Argentyna                         | Chile                        |                              | 1:1                          | Copa America 2011                     |
| 45.                          | 13.07.2011                   | La Plata, Argentyna                        | Meksyk                       |                              | 1:0                          | Copa America 2011                     |
| 46.                          | 17.07.2011                   | Santa Fe, Argentyna                        | Argentyna                    |                              | 1:1 (pk. 5:4)                | Copa America 2011                     |
| 47.                          | 20.07.2011                   | La Plata, Argentyna                        | Peru                         | Gol · Gol                    | 2:0                          | Copa America 2011                     |
| 48.                          | 24.07.2011                   | Buenos Aires, Argentyna                    | Paragwaj                     | Gol                          | 3:0                          | Copa America 2011                     |
| 49.                          | 02.09.2011                   | Charków, Ukraina                           | Ukraina                      |                              | 3:2                          | towarzyskie                           |
| 50.                          | 07.10.2011                   | Montevideo, Urugwaj                        | Boliwia                      | Gol                          | 4:2                          | el. MŚ 2014                           |
| 51.                          | 12.10.2011                   | Asunción, Paragwaj                         | Paragwaj                     |                              | 1:1                          | el. MŚ 2014                           |
| 52.                          | 11.11.2011                   | Montevideo, Urugwaj                        | Chile                        | Gol · Gol · Gol · Gol        | 4:0                          | el. MŚ 2014                           |
| 53.                          | 29.02.2012                   | Bukareszt, Rumunia                         | Rumunia                      |                              | 1:1                          | towarzyskie                           |
| 54.                          | 25.05.2012                   | Moskwa, Rosja                              | Rosja                        | Gol                          | 1:1                          | towarzyskie                           |
| 55.                          | 02.06.2012                   | Montevideo, Urugwaj                        | Wenezuela                    |                              | 1:1                          | el. MŚ 2014                           |
| 56.                          | 10.06.2012                   | Montevideo, Urugwaj                        | Peru                         | Gol                          | 4:2                          | el. MŚ 2014                           |
| 57.                          | 11.09.2012                   | Montevideo, Urugwaj                        | Ekwador                      |                              | 1:1                          | el. MŚ 2014                           |
| 58.                          | 13.10.2012                   | Mendoza, Argentyna                         | Argentyna                    |                              | 0:3                          | el. MŚ 2014                           |
| 59.                          | 16.10.2012                   | La Paz, Boliwia                            | Boliwia                      | Gol                          | 1:4                          | el. MŚ 2014                           |
| 60.                          | 14.11.2012                   | Gdańsk, Polska                             | Polska                       | Gol                          | 3:1                          | towarzyskie                           |
| 61.                          | 06.02.2013                   | Doha, Katar                                | Hiszpania                    |                              | 1:3                          | towarzyskie                           |
| 62.                          | 22.03.2013                   | Montevideo, Urugwaj                        | Paragwaj                     | Gol                          | 1:1                          | el. MŚ 2014                           |
| 63.                          | 27.03.2013                   | Santiago, Chile                            | Chile                        |                              | 0:2                          | el. MŚ 2014                           |
| 64.                          | 05.06.2013                   | Montevideo, Urugwaj                        | Francja                      | Gol                          | 1:0                          | towarzyskie                           |
| 65.                          | 17.06.2013                   | Recife, Brazylia                           | Hiszpania                    | Gol                          | 1:2                          | Puchar Konfederacji 2013              |
| 66.                          | 21.06.2013                   | Salvador, Brazylia                         | Nigeria                      |                              | 2:1                          | Puchar Konfederacji 2013              |
| 67.                          | 23.06.2013                   | Recife, Brazylia                           | Tahiti                       | Gol · Gol                    | 8:0                          | Puchar Konfederacji 2013              |
| 68.                          | 26.06.2013                   | Belo Horizonte, Brazylia                   | Brazylia                     |                              | 1:2                          | Puchar Konfederacji 2013              |
| 69.                          | 30.06.2013                   | Salvador, Brazylia                         | Włochy                       |                              | 2:2 (pk. 2:3)                | Puchar Konfederacji 2013              |
| 70.                          | 14.08.2013                   | Rifu, Japonia                              | Japonia                      | Gol                          | 4:2                          | towarzyskie                           |
| 71.                          | 07.09.2013                   | Lima, Peru                                 | Peru                         | Gol · Gol                    | 2:1                          | el. MŚ 2014                           |
| 72.                          | 11.09.2013                   | Montevideo, Urugwaj                        | Kolumbia                     |                              | 2:0                          | el. MŚ 2014                           |
| 73.                          | 11.10.2013                   | Quito, Ekwador                             | Ekwador                      |                              | 0:1                          | el. MŚ 2014                           |
| 74.                          | 16.10.2013                   | Montevideo, Urugwaj                        | Argentyna                    | Gol                          | 3:2                          | el. MŚ 2014                           |
| 75.                          | 13.11.2013                   | Amman, Jordania                            | Jordania                     |                              | 5:0                          | el. MŚ 2014                           |
| 76.                          | 21.11.2013                   | Montevideo, Urugwaj                        | Jordania                     |                              | 0:0                          | el. MŚ 2014                           |
| 77.                          | 05.03.2014                   | Klagenfurt am Wörthersee, Austria          | Austria                      |                              | 1:1                          | towarzyskie                           |
| 78.                          | 19.06.2014                   | São Paulo, Brazylia                        | Anglia                       | Gol · Gol                    | 2:1                          | MŚ 2014                               |
| 79.                          | 24.06.2014                   | Natal, Brazylia                            | Włochy                       |                              | 1:0                          | MŚ 2014                               |
| 80.                          | 10.10.2014                   | Rijad, Arabia Saudyjska                    | Arabia Saudyjska             |                              | 1:1                          | towarzyskie                           |
| 81.                          | 13.10.2014                   | Maskat, Oman                               | Oman                         | Gol · Gol                    | 3:0                          | towarzyskie                           |
| 82.                          | 14.11.2014                   | Montevideo, Urugwaj                        | Kostaryka                    | Gol                          | 3:3 (pk. 6:7)                | towarzyskie                           |
| 83.                          | 26.03.2016                   | Recife, Brazylia                           | Brazylia                     | Gol                          | 2:2                          | el. MŚ 2018                           |
| 84.                          | 30.03.2016                   | Montevideo, Urugwaj                        | Peru                         |                              | 1:0                          | el. MŚ 2018                           |
| 85.                          | 02.09.2016                   | Mendoza, Argentyna                         | Argentyna                    |                              | 0:1                          | el. MŚ 2018                           |
| 86.                          | 07.09.2016                   | Montevideo, Urugwaj                        | Paragwaj                     | Gol                          | 4:0                          | el. MŚ 2018                           |
| 87.                          | 07.10.2016                   | Montevideo, Urugwaj                        | Wenezuela                    |                              | 3:0                          | el. MŚ 2018                           |
| 88.                          | 11.10.2016                   | Barranquilla, Kolumbia                     | Kolumbia                     | Gol                          | 2:2                          | el. MŚ 2018                           |
| 89.                          | 11.11.2016                   | Montevideo, Urugwaj                        | Ekwador                      |                              | 2:1                          | el. MŚ 2018                           |
| 90.                          | 16.11.2016                   | Santiago, Chile                            | Chile                        |                              | 1:3                          | el. MŚ 2018                           |
| 91.                          | 29.03.2017                   | Lima, Peru                                 | Peru                         |                              | 1:2                          | el. MŚ 2018                           |
| 92.                          | 01.09.2017                   | Montevideo, Urugwaj                        | Argentyna                    |                              | 0:0                          | el. MŚ 2018                           |
| 93.                          | 06.09.2017                   | Asunción, Paragwaj                         | Paragwaj                     |                              | 2:1                          | el. MŚ 2018                           |
| 94.                          | 05.10.2017                   | San Cristóbal, Wenezuela                   | Wenezuela                    |                              | 0:0                          | el. MŚ 2018                           |
| 95.                          | 11.10.2017                   | Montevideo, Urugwaj                        | Boliwia                      | Gol · Gol                    | 4:2                          | el. MŚ 2018                           |
| 96.                          | 23.03.2018                   | Nanning, Chińska Republika Ludowa          | Czechy                       | Gol                          | 2:0                          | towarzyskie                           |
| 97.                          | 26.03.2018                   | Nanning, Chińska Republika Ludowa          | Walia                        |                              | 1:0                          | towarzyskie                           |
| 98.                          | 08.06.2018                   | Montevideo, Urugwaj                        | Uzbekistan                   | Gol                          | 3:0                          | towarzyskie                           |
| 99.                          | 15.06.2018                   | Jekaterynburg, Rosja                       | Egipt                        |                              | 1:0                          | MŚ 2018                               |
| 100.                         | 20.06.2018                   | Rostów nad Donem, Rosja                    | Arabia Saudyjska             | Gol                          | 1:0                          | MŚ 2018                               |
| 101.                         | 25.06.2018                   | Samara, Rosja                              | Rosja                        | Gol                          | 3:0                          | MŚ 2018                               |
| 102.                         | 30.06.2018                   | Soczi, Rosja                               | Portugalia                   |                              | 2:1                          | MŚ 2018                               |
| 103.                         | 06.07.2018                   | Niżny Nowogród, Rosja                      | Francja                      |                              | 0:2                          | MŚ 2018                               |
| 104.                         | 08.09.2018                   | Houston, Stany Zjednoczone                 | Meksyk                       | Gol · Gol                    | 4:1                          | towarzyskie                           |
| 105.                         | 16.11.2018                   | Londyn, Wielka Brytania                    | Brazylia                     |                              | 0:1                          | towarzyskie                           |
| 106.                         | 20.11.2018                   | Saint-Denis, Francja                       | Francja                      |                              | 0:1                          | towarzyskie                           |
| 107.                         | 08.06.2019                   | Montevideo, Urugwaj                        | Panama                       | Gol                          | 3:0                          | towarzyskie                           |
| 108.                         | 17.06.2019                   | Belo Horizonte, Brazylia                   | Ekwador                      | Gol                          | 4:0                          | Copa América 2019                     |
| 109.                         | 21.06.2019                   | Porto Alegre, Brazylia                     | Japonia                      | Gol                          | 2:2                          | Copa América 2019                     |
| 110.                         | 25.06.2019                   | Rio de Janeiro, Brazylia                   | Chile                        |                              | 1:0                          | Copa América 2019                     |
| 111.                         | 29.06.2019                   | Salvador, Brazylia                         | Peru                         |                              | 0:0 (pk. 4:5)                | Copa América 2019                     |
| 112.                         | 15.11.2019                   | Budapeszt, Węgry                           | Węgry                        |                              | 2:1                          | towarzyskie                           |
| 113.                         | 18.11.2019                   | Tel-Awiw, Izrael                           | Argentyna                    | Gol                          | 2:2                          | towarzyskie                           |
| 114.                         | 09.10.2020                   | Montevideo, Urugwaj                        | Chile                        | Gol                          | 2:1                          | el. MŚ 2022                           |
| 115.                         | 13.10.2020                   | Quito, Ekwador                             | Ekwador                      | Gol · Gol                    | 2:4                          | el. MŚ 2022                           |
| 116.                         | 13.11.2020                   | Barranquilla, Kolumbia                     | Kolumbia                     | Gol                          | 3:0                          | el. MŚ 2022                           |
| 117.                         | 04.06.2021                   | Montevideo, Urugwaj                        | Paragwaj                     |                              | 0:0                          | el. MŚ 2022                           |
| 118.                         | 09.06.2021                   | Caracas, Wenezuela                         | Wenezuela                    |                              | 0:0                          | el. MŚ 2022                           |
| 119.                         | 19.06.2021                   | Brasilia, Brazylia                         | Argentyna                    |                              | 0:1                          | Copa América 2021                     |
| 120.                         | 21.06.2021                   | Cuiaba, Brazylia                           | Chile                        | Gol                          | 1:1                          | Copa América 2021                     |
| 121.                         | 24.06.2021                   | Cuiaba, Brazylia                           | Boliwia                      |                              | 2:0                          | Copa América 2021                     |
| 122.                         | 29.06.2021                   | Rio de Janeiro, Brazylia                   | Paragwaj                     |                              | 1:0                          | Copa América 2021                     |
| 123.                         | 04.07.2021                   | Brasilia, Brazylia                         | Kolumbia                     |                              | 0:0 (pk. 2:4)                | Copa América 2021                     |
| 124.                         | 08.10.2021                   | Montevideo, Urugwaj                        | Kolumbia                     |                              | 0:0                          | el. MŚ 2022                           |
| 125.                         | 11.10.2021                   | Buenos Aires, Argentyna                    | Argentyna                    |                              | 0:3                          | el. MŚ 2022                           |
| 126.                         | 15.10.2021                   | Manaus, Brazylia                           | Brazylia                     | Gol                          | 1:4                          | el. MŚ 2022                           |
| 127.                         | 13.11.2021                   | Montevideo, Urugwaj                        | Argentyna                    |                              | 0:1                          | el. MŚ 2022                           |
| 128.                         | 16.11.2021                   | La Paz, Boliwia                            | Boliwia                      |                              | 0:3                          | el. MŚ 2022                           |
| 129.                         | 28.01.2022                   | Asunción, Paragwaj                         | Paragwaj                     | Gol                          | 1:0                          | el. MŚ 2022                           |
| 130.                         | 02.02.2022                   | Montevideo, Urugwaj                        | Wenezuela                    | Gol                          | 4:1                          | el. MŚ 2022                           |
| 131.                         | 25.03.2022                   | Montevideo, Urugwaj                        | Peru                         |                              | 1:0                          | el. MŚ 2022                           |
| 132.                         | 30.03.2022                   | Santiago, Chile                            | Chile                        | Gol                          | 2:0                          | el. MŚ 2022                           |
| 133.                         | 23.09.2022                   | St. Pölten, Austria                        | Iran                         |                              | 0:1                          | towarzyskie                           |
| 134.                         | 27.09.2022                   | Bratysława, Słowacja                       | Kanada                       |                              | 2:0                          | towarzyskie                           |
| 135.                         | 24.11.2022                   | Ar-Rajjan, Katar                           | Korea Południowa             |                              | 0:0                          | MŚ 2022                               |
| 136.                         | 28.11.2022                   | Lusajl, Katar                              | Portugalia                   |                              | 0:2                          | MŚ 2022                               |
| 137.                         | 02.12.2022                   | Al-Wakra, Katar                            | Ghana                        |                              | 2:0                          | MŚ 2022                               |
| 138.                         | 22.11.2023                   | Montevideo, Urugwaj                        | Boliwia                      |                              | 3:0                          | el. MŚ 2026                           |
| 139.                         | 28.06.2024                   | East Rutherford, Stany Zjednoczone         | Boliwia                      |                              | 5:0                          | Copa América 2024                     |
| 140.                         | 02.07.2024                   | Kansas City, Stany Zjednoczone             | Stany Zjednoczone            |                              | 1:0                          | Copa América 2024                     |
| 141.                         | 11.07.2024                   | Charlotte, Stany Zjednoczone               | Kolumbia                     |                              | 0:1                          | Copa América 2024                     |
| 142.                         | 14.07.2024                   | Charlotte, Stany Zjednoczone               | Kanada                       | Gol                          | 2:2 (pk. 4:3)                | Copa América 2024                     |
| 143.                         | 07.09.2024                   | Montevideo, Urugwaj                        | Paragwaj                     |                              | 0:0                          | el. MŚ 2026                           |

## Sukcesy

### Nacional
- Mistrzostwo Urugwaju: 2005/2006, 2022

### AFC Ajax
- Mistrzostwo Holandii: 2010/2011
- Puchar Holandii: 2009/2010

### Liverpool
- Puchar Ligi Angielskiej: 2011/2012

### FC Barcelona
- Mistrzostwo Hiszpanii: 2014/2015, 2015/2016, 2017/2018, 2018/2019
- Puchar Króla: 2014/2015, 2015/2016, 2016/2017, 2017/2018
- Superpuchar Hiszpanii: 2016, 2018
- Liga Mistrzów UEFA: 2014/2015
- Superpuchar Europy UEFA: 2015
- Klubowe mistrzostwo świata: 2015

### Atlético Madryt
- Mistrzostwo Hiszpanii: 2020/2021

### Grêmio
- Campeonato Gaúcho: 2023
- Recopa Gaúcha: 2023

### Reprezentacyjne
Copa América
- Mistrzostwo: 2011
- 3 miejsce: 2024

### Indywidualne
- Król strzelców Eredivisie: 2009/2010 (35 goli)
- Król strzelców Premier League: 2013/2014 (31 goli)
- Król strzelców Primera División: 2015/2016 (40 goli)
- Król strzelców Pucharu Holandii: 2009/2010 (8 goli)
- Król strzelców Pucharu Króla: 2015/2016 (5 goli)[c]
- Król strzelców Klubowych mistrzostw świata: 2015 (5 goli)
- Najlepszy asystent Premier League: 2013/2014
- Najlepszy asystent Primera División: 2015/2016 (16 asyst)[d], 2016/2017 (13 asyst), 2017/2018 (12 asyst)[e]

### Wyróżnienia
- Europejski Złoty But: 2013/2014[f][6], 2015/2016[8]
- Złota Piłka Klubowych mistrzostw świata: 2015[200]
- Najlepszy piłkarz Copa América: 2011[201]
- Najlepszy piłkarz iberoamerykański (Trofeo EFE): 2014/2015[202], 2020/2021[203]
- Najlepszy piłkarz Série A: 2023[204]
- Najlepszy napastnik Série A: 2023
- Najlepszy napastnik według ESPN: 2016[205]
- Najlepszy strzelec rozgrywek ligowych według IFFHS: 2010[206], 2014[207], 2016[208]
- Piłkarz sezonu FSF: 2013/2014
- Piłkarz sezonu w AFC Ajax: 2008/2009, 2009/2010
- Piłkarz sezonu w Liverpoolu: 2012/2013[209], 2013/2014[210]
- Piłkarz Roku w plebiscycie dziennika „The Guardian” (3. miejsce): 2016[211]
- Piłkarz roku w Holandii: 2009/2010[212]
- Piłkarz roku w Anglii według PFA: 2013/2014[53]
- Piłkarz roku w Anglii według FWA: 2013/2014[213]
- Piłkarz miesiąca w Premier League: Grudzień 2013, Marzec 2014[214]
- Piłkarz miesiąca w Primera División: Maj 2016[215], Grudzień 2017[216], Październik 2018[217], Grudzień 2019[218]
- Drużyna roku PFA: 2012/2013[219], 2013/2014[220]
- Drużyna turnieju Copa América: 2011[221]
- Drużyna sezonu Ligi Mistrzów UEFA: 2014/2015[222], 2015/2016[223]
- Drużyna sezonu Primera División: 2015/2016, 2016/2017
- Drużyna sezonu Primera División Uruguaya: 2022[224]
- Drużyna sezonu European Sports Media: 2013/2014[225], 2014/2015[226], 2015/2016[227]
- Drużyna roku według L’Équipe: 2016[228]
- Jedenastka Roku FIFA FIFPro: 2016[229]

### Rekordy
- Najskuteczniejszy zawodnik w historii reprezentacji Urugwaju: 68 goli
- Najskuteczniejszy urugwajski zawodnik w historii Primera División: 179 goli
- Najskuteczniejszy urugwajski zawodnik w historii FC Barcelony: 198 goli
- Jeden z czterech zawodników, który strzelił gola w każdej minucie meczu[g]

## Życie prywatne
W 2009 Luis Suárez wziął ślub z przyjaciółką z dzieciństwa Sofią Balbi. Para doczekała się trójki dzieci: córki Delfiny (ur. 2010) oraz synów Benjamina (ur. 2013) i Lautaro (ur. 2018). W 2016 Benjamin Suárez rozpoczął treningi w szkółce piłkarskiej FC Barcelony – FCB Escola.
Luis jest bratem Paolo, Diega i Maximiliano, którzy także są piłkarzami.